# Impero ottomano
L'impero ottomano o osmanico, noto anche come impero turco (in lingua turca ottomana دَوْلَتِ عَلِيّهٔ عُثمَانِیّه, Devlet-i ʿAliyye-i ʿOsmâniyye; in turco moderno Osmanlı Devleti o Osmanlı İmparatorluğu, ufficialmente Sublime Stato ottomano), è stato un impero transcontinentale esistito per 623 anni, dal 1299 al 1922, arrivando al suo apice a controllare buona parte dell'Europa sud-orientale, dell'Asia occidentale e del Nord Africa, e parti dell'Europa centrale e orientale. Fu uno degli imperi più vasti della storia e il più esteso del suo tempo, nel XVII secolo. Venne fondato, in continuità con il sultanato selgiuchide di Rum, alla fine del XIII secolo nell'Anatolia nordoccidentale dal guerriero Osman I. Successivamente al 1354 i successori di Osman attraversarono l'Europa e, con la conquista dei Balcani, i beilicati turchi d'Anatolia vennero trasformati in un impero transcontinentale. Nel 1453 gli Ottomani misero fine all'impero bizantino grazie alla conquista di Costantinopoli per opera di Mehmed II il Conquistatore.
Tra il XVI e il XVII secolo, sotto il regno di Solimano il Magnifico, l'impero giunse all'apice del suo potere, diventando un'entità multietnica, e in parte multireligiosa e multiculturale, controllando un immenso territorio, esteso dai confini meridionali del Sacro Romano Impero, fin quasi alle periferie di Vienna e della Polonia a nord, fino allo Yemen e all'Eritrea a sud; dall'Algeria a ovest fino all'Azerbaigian a est, controllando la quasi totalità dei Balcani, del Vicino Oriente e del Nordafrica. Nei secoli ben sette guerre turco-veneziane caratterizzarono i controversi rapporti tra l'impero ottomano e la Repubblica di Venezia, partner privilegiati nei commerci ma nemici perenni per il controllo del Mediterraneo e in particolare della Grecia.
Avendo Costantinopoli come capitale e un'enorme influenza sul Mediterraneo e sull'Oceano Indiano, l'impero fu una porta di scambi tra Oriente e Occidente. Anche dopo la morte di Solimano l'impero continuò a mantenere un'economia flessibile e forte per tutto il XVII e gran parte del XVIII secolo; tuttavia il lungo periodo di pace che andò dal 1740 al 1768 comportò un certo rallentamento nello sviluppo del suo sistema militare che divenne con il tempo più arretrato rispetto a quelli dei suoi rivali europei. Di conseguenza, tra la fine del XVIII e l'inizio del XIX secolo gli Ottomani subirono gravi sconfitte militari che li indussero ad avviare un processo completo di riforma e modernizzazione dello Stato, noto come Tanzimat. Ciononostante l'impero andò incontro a un lento declino, che lo condusse verso un periodo di instabilità politica, subendo l'influenza europea, così come una potenza economicamente arretrata.
Alleatosi con l'impero tedesco agli inizi del XX secolo nella speranza di sfuggire all'isolamento diplomatico che aveva contribuito alle sue recenti sconfitte, gli Ottomani non riuscirono a reggere l'evolversi della geopolitica mondiale del nuovo secolo. Il primo segnale di forte cedimento del longevo impero fu dato in occasione della guerra italo-turca del 1911-12, quando il giovane Regno d'Italia sconfisse il vetusto impero ottomano ottenendo il controllo della Tripolitania, della Cirenaica e del Dodecaneso. Fu l'inizio di una serie di eventi (guerre balcaniche) che portarono all'indebolimento e al crollo definitivo dell'impero a seguito della sconfitta nella Grande Guerra. Gli Ottomani combatterono infatti nella prima guerra mondiale dalla parte degli Imperi centrali; nonostante avessero dimostrato di poter reggere il conflitto, il dissenso interno, sfociato nella rivolta araba, compromise irrimediabilmente la situazione politica. Durante questo periodo, il governo ottomano si macchiò di un drammatico genocidio contro gli armeni, gli assiri e i greci del Ponto.
La successiva sconfitta dell'impero e l'occupazione di porzioni del suo territorio da parte delle potenze alleate all'indomani della guerra provocarono la perdita dei territori mediorientali, che furono divisi tra il Regno Unito e la Francia. La riuscita guerra d'indipendenza turca contro gli alleati occupanti portò all'abolizione del sultanato ottomano e all'emergere della Repubblica di Turchia nel cuore dell'Anatolia.

## Storia

### Ascesa (1299-1453)

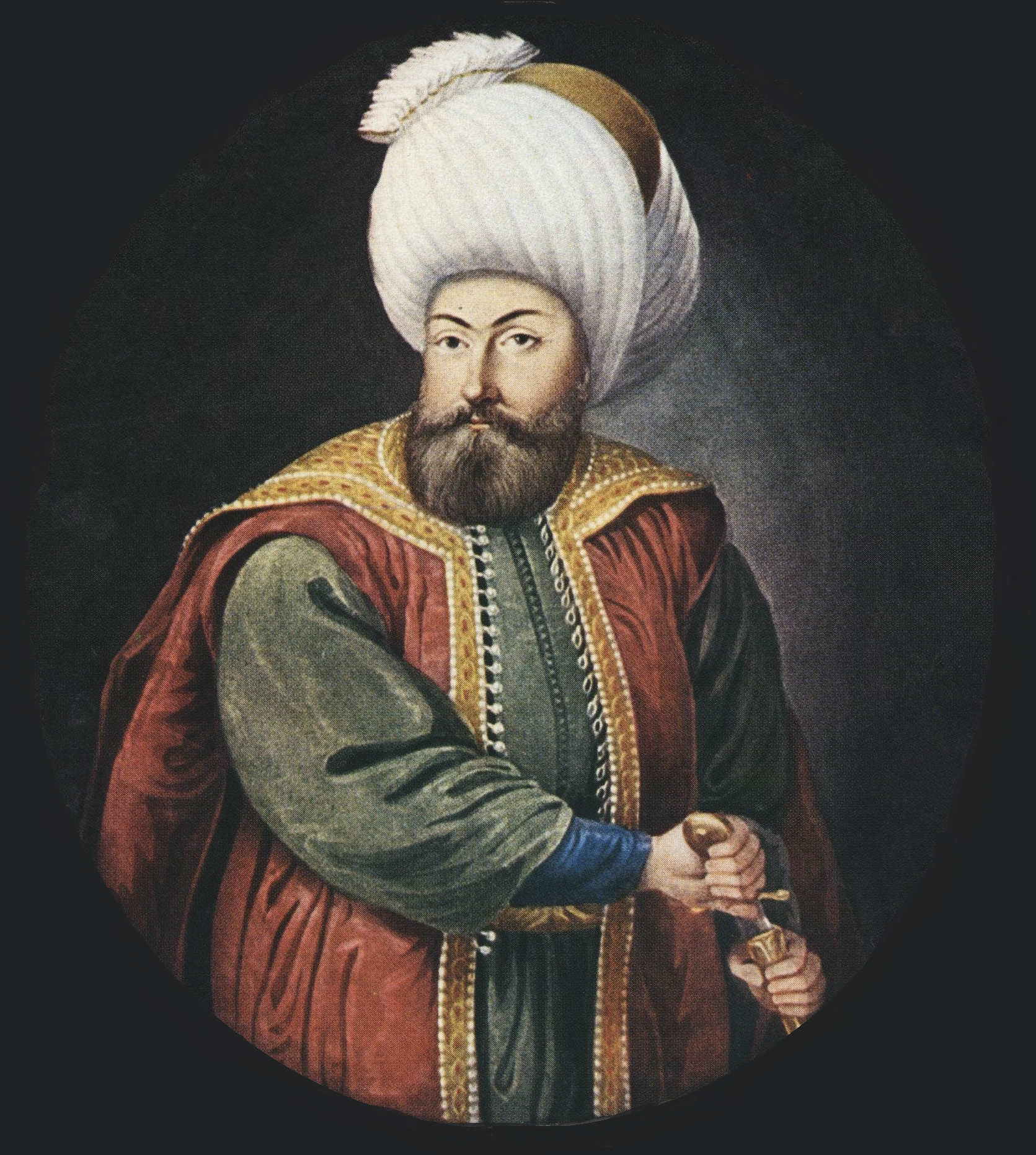
Osman I, capostipite della dinastia ottomana

Con la fine del Sultanato di Rum, intorno al 1300, l'Anatolia si frammentò in molti Stati indipendenti, tra cui i beilicati turchi d'Anatolia, abitati principalmente da popolazioni nomadi. Uno di questi, situato nell'Anatolia occidentale e guidato dal bey Osman I, figlio di Ertuğrul, divenne noto come l'embrione dell'impero ottomano. Osman I (da cui deriva la parola "ottomano"), proclamatosi primo sultano ottomano nel 1299, sfruttò al meglio le potenzialità dei suoi possedimenti, estendendo gradualmente il proprio dominio attraverso scorrerie nei territori circostanti, dando così inizio alle guerre bizantino-ottomane.
Sotto il suo dominio fu creato un formale governo basato sul sistema dei Millet, il quale garantiva alle minoranze religiose ed etniche una certa autonomia. Nel 1326, Osman morì ma il suo impero continuò a espandersi sotto i suoi successori. Il figlio Orhan I prese Bursa e ne fece la nuova capitale dell'impero, mentre i suoi discendenti continuarono a estenderne i domini sui Balcani e sul Mediterraneo orientale.
Il sultano Murad I, che regnò tra il 1359 e il 1389, consolidò ulteriormente il potere degli Ottomani; creò il corpo militare dei giannizzeri e condusse campagne militari di successo, compresa la vittoria nella battaglia della Piana dei Merli nel 1389, che segnò il declino dell'impero serbo. Le successive conquiste ottomane sotto Murad I arrivarono a minacciare l'Ungheria a seguito della sconfitta del re Sigismondo nella battaglia di Nicopoli nel 1396.
L'espansione degli ottomani subì una brusca interruzione quando il condottiero mongolo Tamerlano sconfisse il sultano Bayezid I nella battaglia di Ancyra nel 1402, causando un momentaneo crollo dell'impero e all'inizio del periodo noto come "interregno ottomano". La disputa per la successione tra i figli di Bayezid I si concluse nel 1413 con l'ascesa di Mehmet I al trono, che riuscì a restaurare il potere e a intraprendere relazioni diplomatiche e commerciali con i vicini. Con l'ascesa al trono di Murad II nel 1421, l'impero ottomano riprese la sua spinta espansionistica. Nel 1422 Murad assediò Costantinopoli senza successo ma conquistò Tessalonica, un evento considerato un antefatto delle guerre turco-veneziane. Successivamente Murad II intraprese campagne militari per riconquistare i territori dei Balcani. Nella battaglia di Varna nel 1444 e nella seconda battaglia del Kosovo nel 1448, gli ottomani sconfissero le forze coalizzate polacche e ungheresi, consolidando così il dominio nella regione.

### Maometto II conquista Costantinopoli

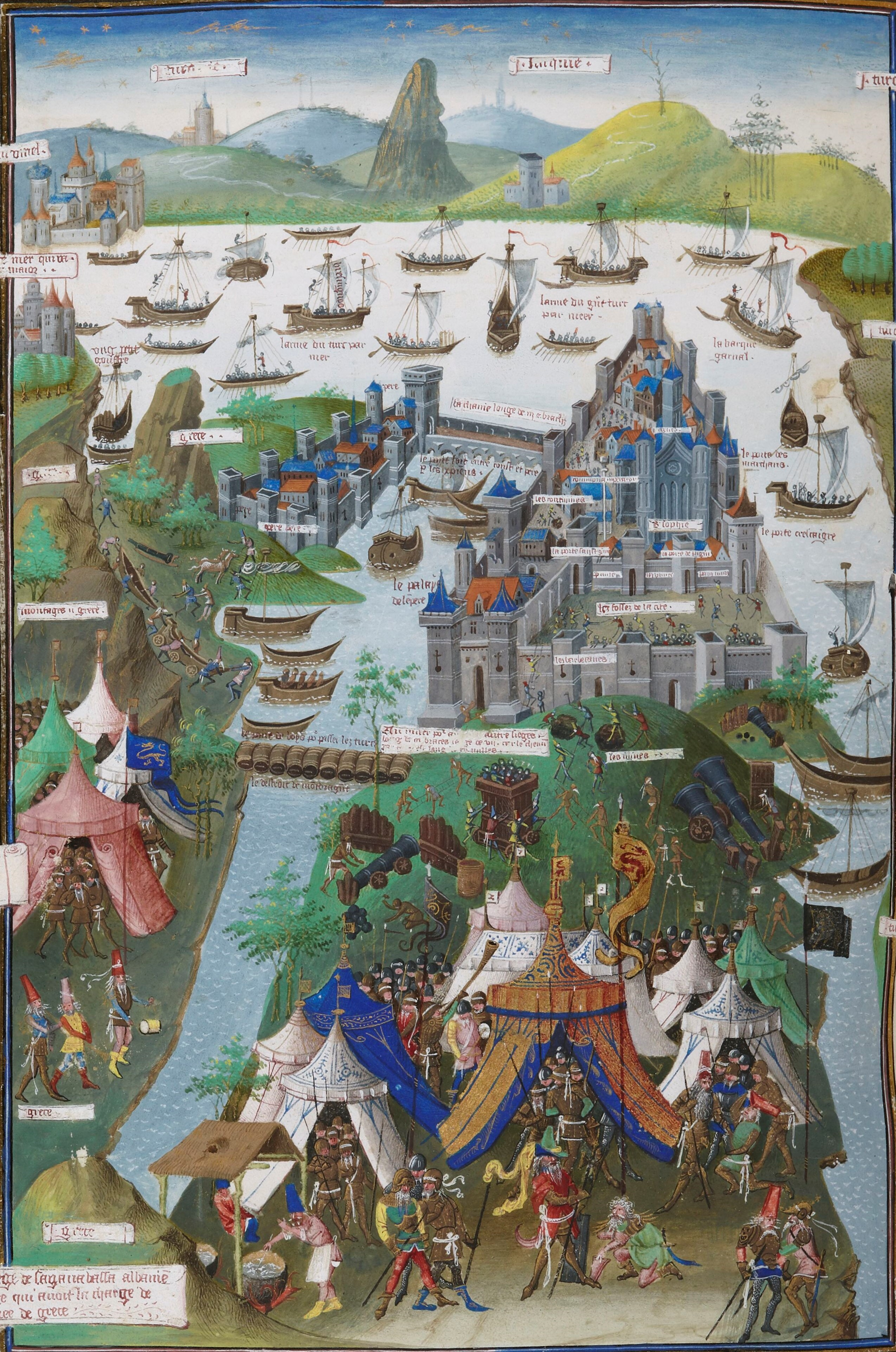
L'assedio di Costantinopoli in un manoscritto conservato alla Biblioteca nazionale di Francia

Sotto il regno di Maometto II, figlio di Murād e noto come "il Conquistatore", l'impero ottomano raggiunse il suo apice con la conquista di Costantinopoli nel 1453, segnando la fine dell'impero romano d'Oriente e aprendo la strada all'espansione ottomana in Europa. Successivamente, infatti, Maometto riuscì a conquistare la Grecia (1456), la Morea (1460), parti di Anatolia (1472), colonie genovesi del Mar Nero (1475) e l'Albania (1481).
Dopo la sua morte, avvenuta, nel 1481, scoppiò una guerra di successione tra i suoi figli, Bayezid e Cem. Quest'ultimo si alleò con i Mamelucchi, ma alla fine venne sconfitto e morì nel 1495. Il sultano Bayezid II, privo dell'indole guerriera dei suoi predecessori, favorì la pace e perfino trattative con le potenze cristiane, suscitando il malcontento tra i suoi sudditi.
La sua debolezza portò alla guerra civile tra i suoi figli Şehzade Ahmet e Selim, culminando con l'abdicazione di Bayezid II il 25 aprile 1512 e l'ascesa al potere di Selim I, il figlio cadetto. Egli consolidò ulteriormente il potere ottomano, ampliando i confini dell'impero e portando avanti le politiche di espansione militare e diplomatica inaugurate dai suoi predecessori.

### Espansione (1453-1566)
Il XVI secolo segna un periodo di espansione significativa per l'impero ottomano, guidato dai sultani Selim I e Solimano il Magnifico.
Selim I successe a Bayezid II e si distingue per la sua determinazione e ferocia; sterminò tutti i suoi fratelli, mettendo così fine alla guerra civile in corso dal 1509 al 1512 e che aveva messo in ginocchio l'impero, poi fece avvelenare suo padre. La sua attenzione si rivolse all'impero persiano safavide, considerato uno dei principali nemici, sia per motivi religiosi che geopolitici. Nel 1514 Selim iniziò una campagna militare, il primo atto delle guerre ottomano-persiane che si protrarranno fino al XIX secolo, conseguendo un'importante vittoria nella battaglia di Cialdiran. Successivamente estese il dominio ottomano su Baghdad, su parte dell'Anatolia e del Kurdistan.

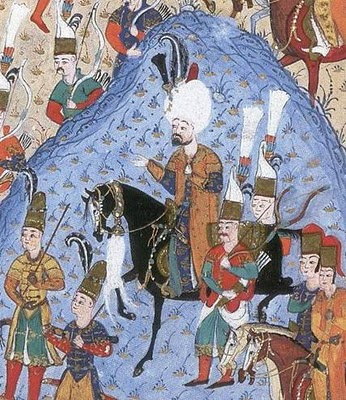
Solimano il Magnifico durante l'assedio di Rodi del 1522

Con Solimano il Magnifico, l'impero ottomano raggiunse il suo apice. Solimano conquistò Belgrado, Rodi e trionfò nella battaglia di Mohács nel 1526 contro Luigi II d'Ungheria e Boemia, estendendo il dominio turco su parte del Regno d'Ungheria. Tuttavia, fallì l'impresa di prendere Vienna nel 1529. Il sultano, inoltre, stabilì alleanze con la Francia di Francesco I contro il Sacro Romano Impero gli Asburgo e guidò campagne militari di successo contro l'impero safavide che costrinse, nel 1555, a firmare la pace di Amasya.
L'età di Solimano fu caratterizzata anche da progressi nella cultura, nell'arte e nella legislazione. Durante il suo regno, anche grazie al lavoro del Gran Mufti Ebussuud Efendi vennero armonizzate le leggi ottomane (kanun) e quelle religiose (Shari'a) e si assiste a un fiorente periodo letterario e artistico. Il grande architetto Mi'mār Sinān dette un forte impulso all'architettura, ridisegnando i panorami di molte roccaforti dell'impero, realizzando moschee di grande eleganza come la celebre Suleymaniye.
Sebbene allo stesso Solimano si debbono i successi conseguiti, non si deve comunque dimenticare il contributo dei suoi molti funzionari che componevano il diwan, fra tutti i suoi gran visir Pargali Ibrahim Pascià, Rüstem Pascià e Sokollu Mehmed Pascià. Alla fine del suo regno, l'impero contava 15 milioni di abitanti, i suoi confini si estendevano da Vienna a Baghdad e attraverso l'Africa settentrionale; Istanbul appariva come un attore significativo e accettato dello scacchiere europeo.
Dopo la morte di Solimano il suo successore, il figlio Selim II, non dimostrò la stessa competenza del padre. Durante il suo regno, l'impero ottomano fu coinvolto in diversi conflitti con i cristiani, compresa la guerra di Cipro in cui, nonostante un'iniziale vantaggio, gli Ottomani subirono una pesante sconfitta nella battaglia di Lepanto nel 1571, sebbene riuscirono rapidamente a recuperare e a continuare le proprie conquiste.

### Trasformazione (1566-1703)

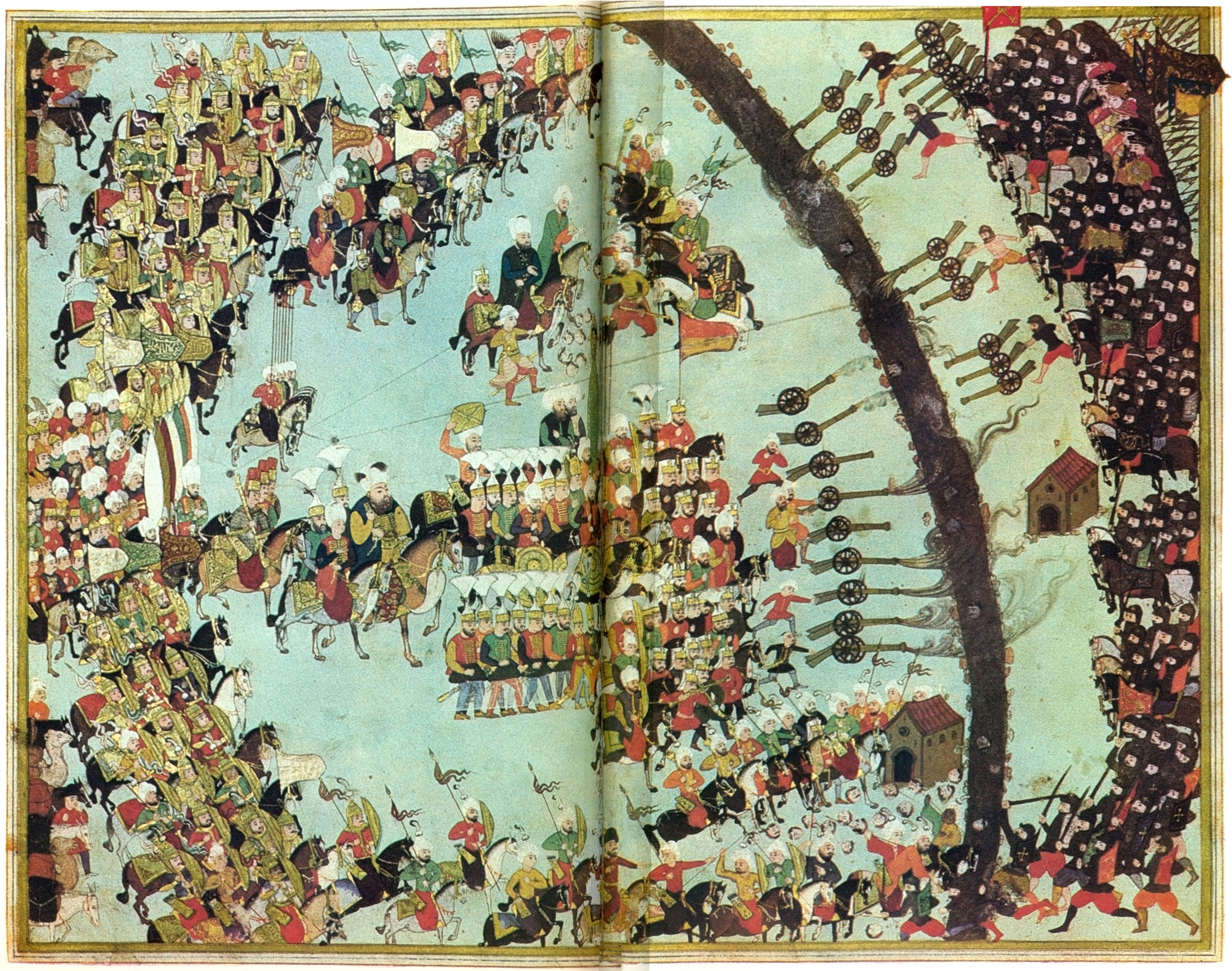
La battaglia di Sisak, parte della guerra dei tredici anni di Ungheria, miniatura ottomana del XVI secolo

Nel XVII secolo l'impero ottomano attraversò un periodo di trasformazione caratterizzato da una serie di eventi politici, militari e sociali significativi. Dopo la morte di Selim II nel 1574 salì al trono il figlio Murad III seguito alla sua morte nel 1595 da Mehmed III. Entrambi i sovrani si mostrarono poco interessati al governo effettivo, lasciando gran parte del potere ai favoriti e alle loro madri (Valide Sultan) e consorti (Haseki Sultan), inaugurando il periodo del "sultanato delle donne", caratterizzato da un'instabilità politica.
Le province dell'impero erano spesso agitate e vi furono rivolte interne. Tra il 1578 e il 1590 gli ottomani furono coinvolti in una guerra contro l'Iran, che si concluse con la perdita di territori. Le guerre con gli Asburgo, in particolare la Lunga Guerra, crearono ulteriori difficoltà. Nonostante alcuni successi iniziali, l'impero subì sconfitte significative. Il conflitto si concluse con la pace di Zsitvatorok, che segnò la fine dell'espansione ottomana verso l'Occidente cristiano.
Il sultano Ahmed I, succeduto a Mehemd nel 1603, cercò di affrontare la crescente corruzione e l'indisciplina nell'esercito, ma morì nel 1617, lasciando l'impero in crisi. Sotto il regno del giovane Osman II furono intraprese riforme significative, ma queste portarono anche al suo assassinio nel 1622. Nel frattempo, le frontiere orientali furono minacciate dai Safavidi di Persia guidati dallo scià ʿAbbās I il Grande. Il conflitto tra i due imperi conobbe alterni successi, ma alla fine si concluse senza particolari modifiche territoriali.
Murad IV, che salì al trono a undici anni, governò con risolutezza e le sue riforme ristabilirono l'ordine e rinvigorirono l'impero, benché se il suo regno fu contraddistinto da dure repressioni e da limitazioni delle libertà personali. Egli ottenne successi militari contro i Safavidi e restaurò il controllo ottomano su Baghdad. Morì nel 1640, lasciando un'impronta duratura grazie alle sue politiche e le sue riforme.

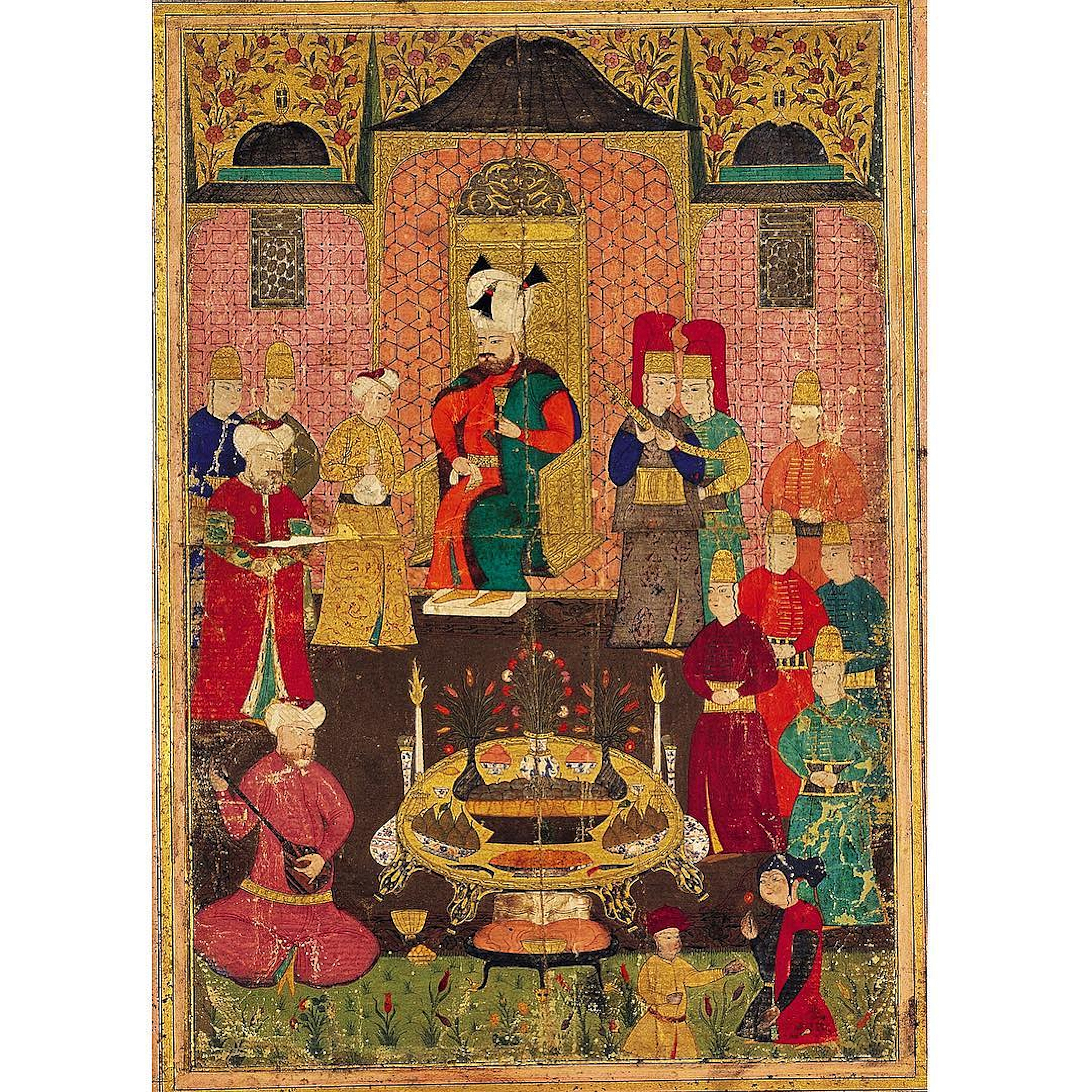
Murad IV sul trono

Il successore, Ibrahim I, mostrò fin da subito scarso interesse nel governo tanto che molti lo ritennero affetto da una malattia mentale. Il potere fu principalmente detenuto dalla madre Kösem Sultan e dal gran visir Kemankeş Kara Mustafa Pascià, che però venne destituito e giustiziato agli inizi del 1644. Con l'instabilità politica venutasi a creare, l'impero ottomano si trovò a dover affrontare una situazione caotica: nel 1635 scoppiò la guerra di Candia contro Venezia mentre le finanze pubbliche entrarono in crisi tanto che non si riuscì a pagare regolarmente l'esercito. Tutto ciò portò alla destituzione e all'assassinio di Ibrahim I e alla salita al trono del figlio Mehmed IV di soli sei anni. Si inaugurò così un nuovo capitolo del "sultanato delle donne", con il potere detenuto dalla madre Turhan Hatice Sultan.
Tra il 1644 e il 1656 si susseguirono ben diciotto gran visir, quattro dei quali giustiziati e undici destituiti. Il deficit delle casse imperiali raggiunse una cifra notevole, le rivolte tra giannizzeri e dei sipahi furono frequenti, così come quelle delle diverse corporazioni cittadine. Gli ulema spinsero verso una politica conservatrice, aggravando lo stato di arretratezza dell'impero.
Nel frattempo la guerra contro Venezia aveva provocato pesanti sconfitte. Il sultano, incapace di affrontare la situazione, nominò Mehmet Köprülü come gran visir, che accettò solo dopo aver ottenuto pieni poteri. Grazie a lui ebbe inizio un periodo di stabilità e riordino amministrativo. La carica di gran visir divenne appannaggio della famiglia Köprülü, con Fazıl Ahmed Köprülü che proseguì la politica del padre. Dopo di lui, nel 1676, venne nominato Kara Mustafa Pascià, ambizioso ma con scarso successo nelle campagne militari. La sua più grande sconfitta nel secondo assedio ottomano di Vienna nel 1683 portò alla sua destituzione e alla nomina di Kara İbrahim Pascià come suo successore.
L'impero ottomano dovette affrontare una coalizione tra Paesi cristiani che si tramutò in ulteriori sconfitte. L'impero si trovò nuovamente nel caos con il sultano Maometto IV sostituito con il fratello Solimano II, ma sarà la nomina a gran visir dell'energico Bekri Mustafa Pascià a sedare la situazione. La guerra terminò nel 1699 con la pace di Carlowitz; gli Ottomani persero vaste porzioni di territorio, mettendo in luce la decadenza strutturale dell'impero.

### Stagnazione e riforme (1703-1808)

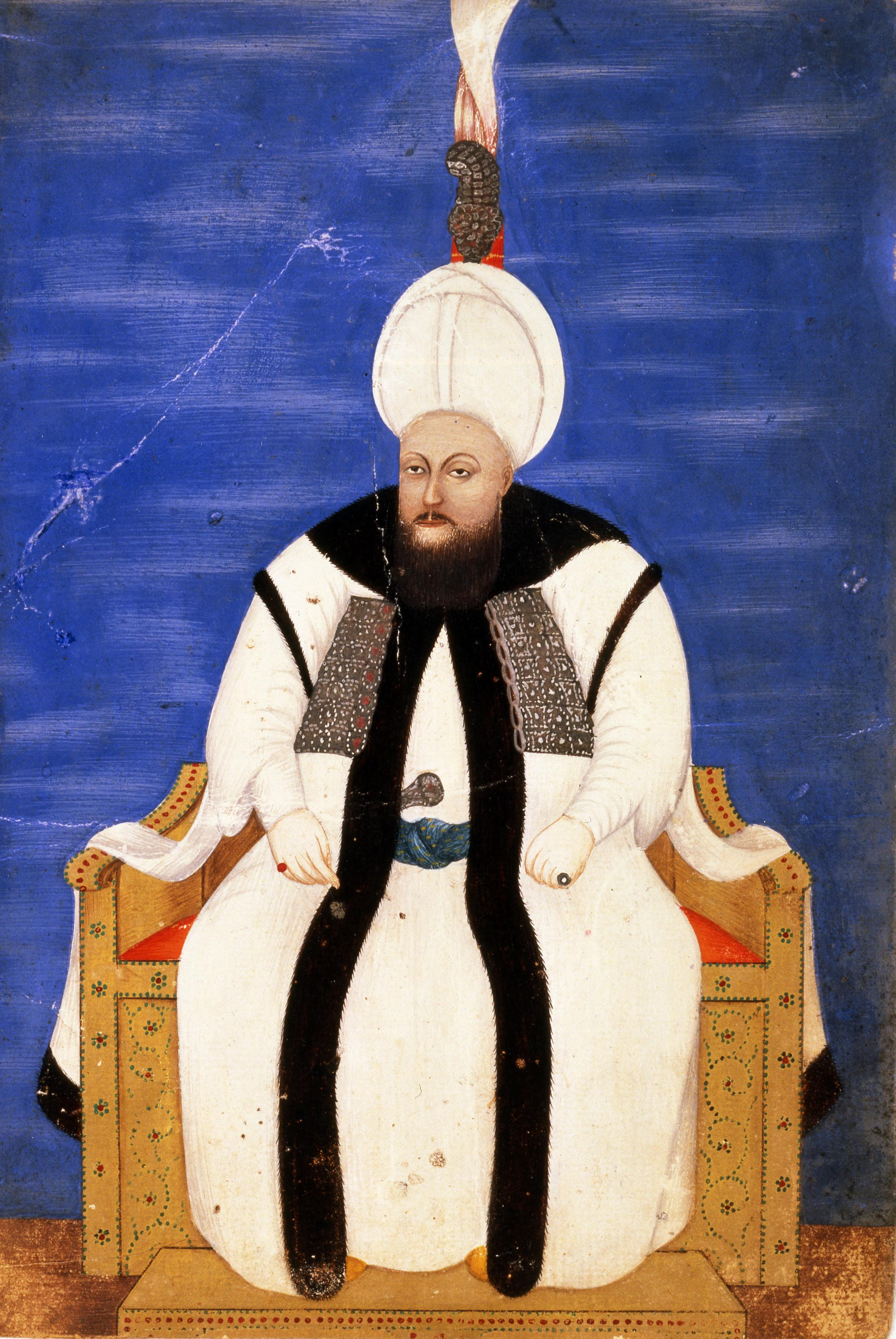
Il sultano Mustafa III, detto "l'innovatore"

Il XVIII secolo fu un periodo di conflitti esterni e riforme interne. Con la pace di Passarowitz del 1718 si mise fine alla seconda guerra di Morea contro Venezia consentendo agli Ottomani di rientrare in possesso dei territori persi in Grecia ma subendo ingenti perdite nei Balcani. Il trattato segnerà anche la fine dei conflitti con la Serenissima. Le guerre con Austria e Russia segnarono un importante successo per gli Ottomani che riconquistarono la Serbia settentrionale, fissando i confini con l'Austria sulla linea formata dai fiumi Sava e Danubio. Nello stesso anno l'impero ottomano siglò anche il vantaggioso trattato di Zuhab con cui si mise fine alla lunga guerra ottomano-safavide, che riconosceva il controllo ottomano sull'Iraq. A livello interno, la ribellione dei giannizzeri portarono nel 1730 alla deposizione del sultano Ahmed III e alla sua sostituzione con il nipote Mahmud I.
Successivamente, sotto il regno di Mustafa III, iniziato nel 1757, furono intensificate le riforme miranti a modernizzare l'esercito e l'apparato statale, ispirandosi ai modelli europei. Durante la guerra russo-turca, a gennaio del 1769, l'esercito turco-tartaro, forte di 70000 uomini, lanciò uno degli attacchi più grandi ed estesi contro la Russia della storia, che fu respinto dalla guarnigione di 6000 uomini del Forte di Sant'Elisabetta. Successivamente, le truppe del generale Rumjancev ricacciarono gli invasori nel Mar Nero. A seguito della guerra del 1774, l'impero ottomano subì una grave sconfitta, perse la costa settentrionale del Mar Nero e la Crimea. La firma nel 1792 dello svantaggioso trattato di Iași, con cui si mise fine alla Guerra russo-turca evidenziò la crescente debolezza dell'impero.
In questi anni, le riforme più significative riguardarono l'ambito dell'istruzione e della tecnologia. Furono fondate istituzioni di istruzione superiore, come l'Università tecnica di Istanbul. Molti tecnici occidentali vennero chiamati nell'auspicio di colmare l'arretratezza tecnologico, sebbene suscitando da parte dei tradizionalisti. Ibrahim Muteferrika ottenne il permesso di pubblicare libri profani attraverso la stampa, segnando un passo importante verso l'accesso alla conoscenza.
Selim III, sul trono dal 1789, fu un precursore dei riformatori ottomani del secolo successivo. Introdusse riforme dell'apparato militare soprattutto nei confronti dei giannizzeri e dei sipahi, ma il loro conservatorismo ne ostacolò l'applicazione. In politica estera perseguì la diplomazia con le potenze europee, dimostrando di apprezzare le idee illuministiche, anche se interruppe i rapporti con la Francia durante l'invasione napoleonica dell'Egitto. Il suo regno fu segnato da rivolte interne, come quella dei Wahhabiti in Arabia e quelli dei movimenti indipendentisti in diverse province. Fu deposto nel 1807 dopo aver negoziato con i giannizzeri ribelli e sostituito Mustafa IV nel primo dei Colpi di stato ottomani del 1807-1808. Successivamente Selim III tentò di riprendere il potere marciando insieme a Alemdar Mustafa Pascià sulla capitale, ma finì per essere giustiziato. Le sue riforme vennero abolite dal debole Mustafà, il cui regno durò assai poco, essendo deposto e rimpiazzato nel 1808 dal fratello Mahmud II.

### Declino e modernizzazione (1808-1908)

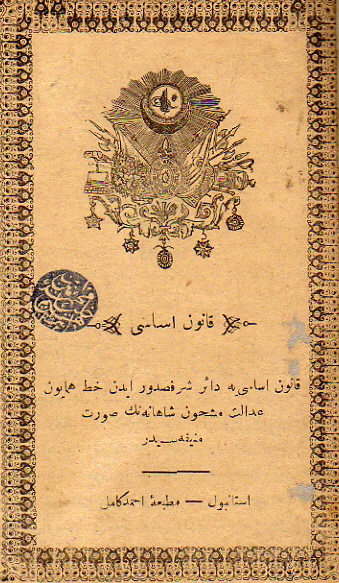
Costituzione ottomana del 1876

Mahmud II, dopo avere affrontato diverse conflitti, tra cui contro i wahhabiti e la guerra d'indipendenza greca, il sultano intraprese un processo di modernizzazione dell'esercito e della società ottomana. Una delle sue azioni più significative fu l'abolizione dei giannizzeri nel 1826, rappresentando un sostanziale indicatore di cambiamento e di rottura con le vecchie tradizioni militari dell'impero. Mise in atto anche riforme sociali ed economiche, come l'adozione del fez rosso, l'istituzione di ministeri, l'avvio di fabbriche statali e la sostituzione della lingua persiana con il francese nelle classi superiori.
Il periodo delle Tanzimat, iniziato ufficialmente nel 1839 e conclusosi nel 1876, si caratterizzò da ulteriori riforme volte a modernizzare l'impero, come l'introduzione della carta moneta, dell'inno nazionale e una bandiera, nonché la riforma del sistema bancario e giuridico. Inoltre, vennero aboliti i millet, le comunità autonome religiose mentre vennero introdotte misure per promuovere l'uguaglianza di fronte alla legge tra le diverse confessioni. Tra il 1853 e il 1856 l'impero ottomano si trovò impegnato nella guerra di Crimea contro la Russia che lo misero in difficoltà economiche costringendolo a richiedere prestiti esteri e alla fine a dichiarare bancarotta nel 1875. Ciò condusse l'intervento degli europei nell'amministrazione del debito pubblico, compromettendo ulteriormente l'indipendenza economica dell'impero.
Abdul Hamid II fu un sultano noto per il suo regime autocratico e la sua dedizione nel ritardare la modernizzazione del paese. Salito al potere nel 1876, promulgò una costituzione che però sospese solo due anni dopo. Il suo regno fu, inoltre, stato segnato da una serie di eventi traumatici, come la guerra russo-turca (conclusasi con lo svantaggioso congresso di Berlino) e i massacri hamidiani, e dalla crescente disgregazione dell'impero.
Il regime autocratico di Hamid II portò all'emergere del movimento dei Giovani Turchi, un gruppo di intellettuali e ufficiali dell'esercito che ambivano a trasformare l'impero in una monarchia costituzionale. Nel 1908, essi forzarono il sultano a ripristinare la costituzione e a convocare un parlamento. Il sultano però continuò a esercitare un rigido controllo e, nel 1909, venne deposto dopo un breve periodo di controrivoluzione guidata da integralisti religiosi. Il successivo governo dei Giovani Turchi, con Mehmet V come sultano, avviò un programma di modernizzazione e riforme, abolendo la schiavitù, aprendo fabbriche e istituendo i primi sindacati. Nonostante alcune resistenze la progressiva occidentalizzazione continuò. La condizione delle donne, ancora soggette a forme di segregazione, andò incontro a un inizio di emancipazione: nel 1911 venne inaugurato il primo liceo femminile, nel 1913 nacquero le prime organizzazioni femminili.

### Dissoluzione (1908-1922)

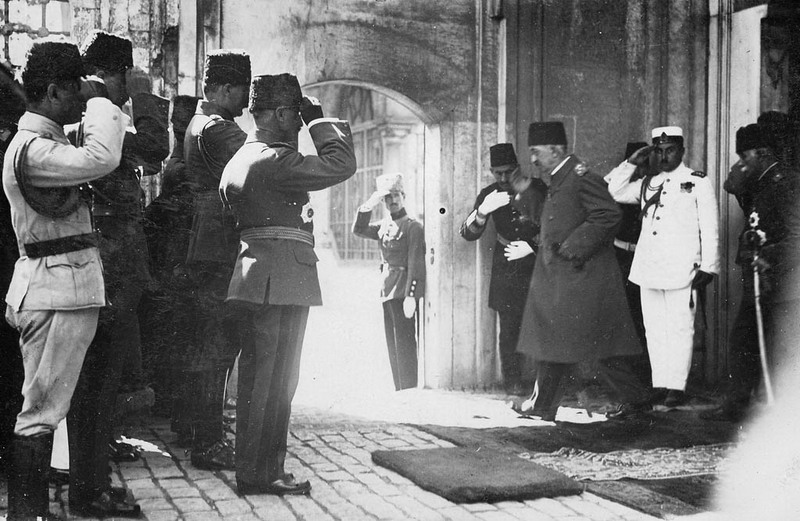
Mehmed VI, ultimo sultano dell'impero ottomano, si appresta a lasciare il paese dopo l'abolizione del sultanato ottomano, 17 novembre 1922

Il governo dei Giovani Turchi tentò di modernizzare il paese, ma fallì nel suo intento di evitare il declino internazionale. Nel 1911, il Regno d'Italia di Giovanni Giolitti iniziò una guerra per conquistare le regioni ottomane della Tripolitania e della Cirenaica che si concluse con la pace di Losanna nel 1912, dove gli Ottomani furono costretti a rinunciare alle suddette regioni all'Italia. Nel frattempo nel 1912 era scoppiata la prima guerra balcanica che portò alla perdita quasi completa delle province europee.
Nel 1914, con lo scoppio della prima guerra mondiale, l'impero ottomano si alleò con le Potenze Centrali, nonostante una iniziale divisione sull'entrare in guerra o meno. Il conflitto si rivelò drammatico causando sconfitte e perdite di territori. A causa della guerra la popolazione dovette patire grandissime ristrettezze e nell'insuccesso il governo trovò negli armeni un capro espiatorio i quali furono vittime di un genocidio. La guerra ebbe anche l'effetto di accelerare le politiche di modernizzazione dell'impero, ma la sconfitta non fu comunque evitabile.
Nel 1918, conclusosi il conflitto, i territori dell'impero ottomano furono limitati all'Anatolia, mentre le regioni del Vicino Oriente passarono sotto il controllo di Francia e Gran Bretagna. Tra il 1919 e il 1922 venne combattuta anche la sanguinosa guerra greco-turca. La drammatica situazione in cui si trovarono a vivere gli ottomani mise in fortissima crisi la struttura di governo e nel 1922 l'impero cessò formalmente di esistere. L'anno successivo venne proclamata la Repubblica di Turchia, con Mustafa Kemal Atatürk come primo presidente.

## Struttura e organizzazione amministrativa

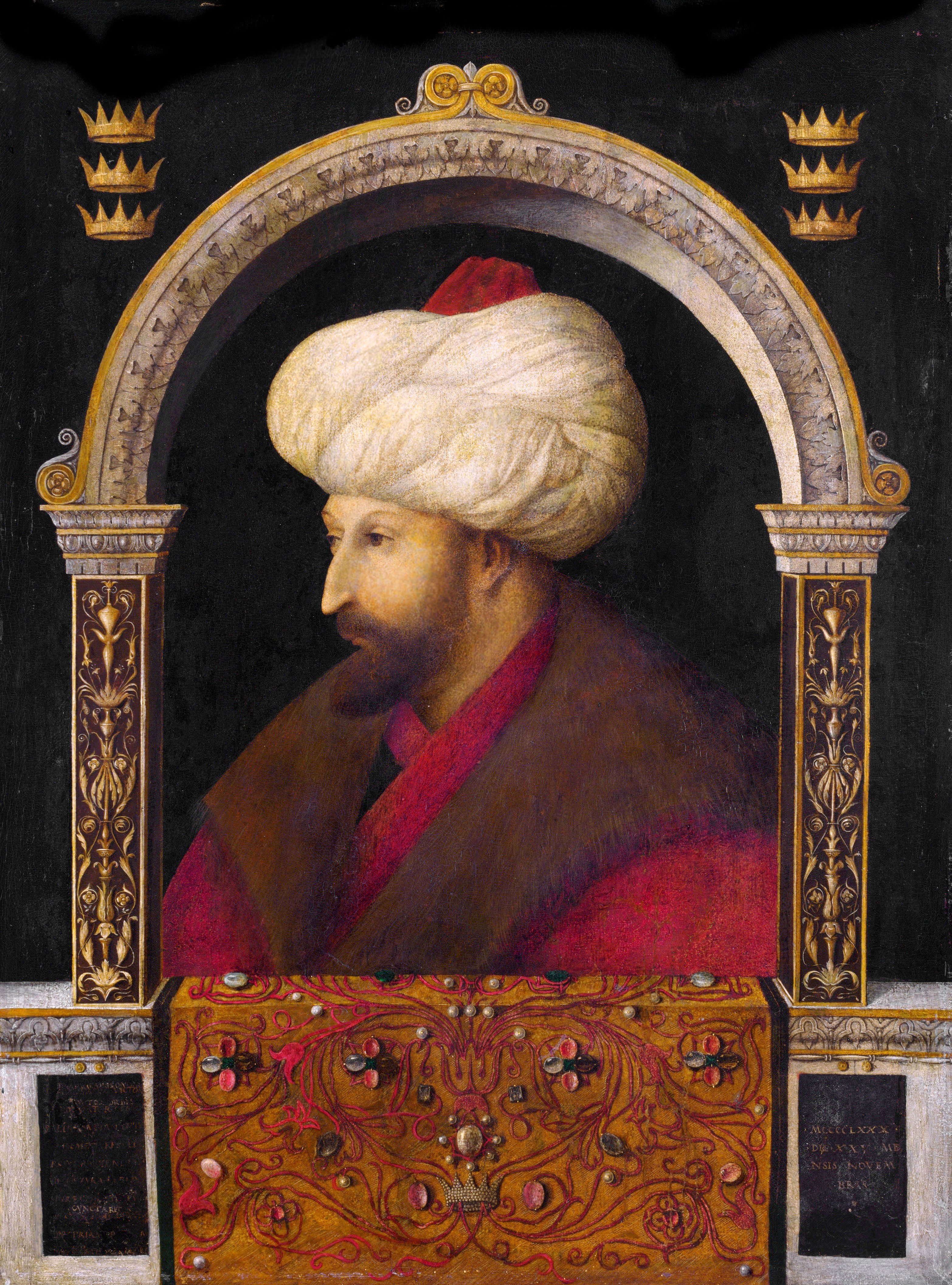
Maometto II, il sultano che ordinò la costruzione del Topkapı nella seconda metà del XV secolo.

La struttura amministrativa all'interno del grande impero era dominata dal sultano, che aveva come primo ministro un gran visir. Il sultano era coadiuvato nelle funzioni di governo da personale amministrativo e militare ben addestrato e, soprattutto, da lui direttamente dipendente. Spesso, infatti, i funzionari venivano reclutati tra gli schiavi del sultano: si trattava di giovani cristiani catturati nel corso delle conquiste o delle razzie, convertiti alla fede islamica e poi arruolati nell'esercito o inseriti nei quadri amministrativi. Dopo la conquista di Costantinopoli, la residenza ufficiale dei sultani turchi fu il grandioso palazzo del Topkapi a Istanbul. Alla sfarzosa corte ottomana erano presenti molti eunuchi, che erano per lo più nordafricani. L'impero ottomano era frazionato in 21 regioni, governate da 21 Pascià, che avevano a disposizione 250 Bey. Importanti elementi dell'impero erano i Giannizzeri, una fanteria d'élite, caratterizzato dal suo precoce uso dell'artiglieria, che sindacò talora pesantemente con le sue prese di posizione la vita politica dell'impero.
Fino al XX secolo l'impero era suddiviso nei tre grandi territori di Europa, Asia e Africa, governati da un beylerbeyi d'Europa e uno d'Asia: questi erano suddivisi in province (eyalet) a sua volta distinte in governi dei pascià (pascialati, in turco pashalik) e dei sangiaccati (sangiak in Europa e liwa in Asia). I sangiacchi erano governatori militari con diritto di bandiera (sanjak) concesso dal sultano. La capitale Istanbul costituiva un distretto separato.

### Devscirme

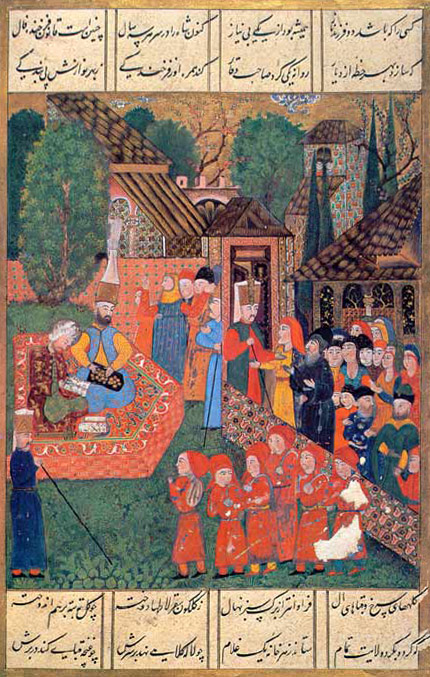
Miniatura che illustra la pratica del Devscirme

Tra il XIV e il XVII secolo nell'impero ottomano fu in vigore un sistema di coscrizione forzosa di adolescenti cristiani per essere destinati alla carriera militare o a quella di funzionario imperiale. Tale pratica, detta devscirme, traducibile come “raccolta”, avveniva periodicamente a intervalli di circa 4-5 anni e vedeva alcuni ufficiali dei giannizzeri recarsi nei villaggi dei Balcani dove selezionavano gli adolescenti che apparivano più promettenti. Quelli reclutati venivano condotti verso la capitale dell'impero per essere sottoposti a un'ulteriore selezione. La gran parte di essi era destinata a essere affidata a contadini dell'Anatolia affinché venissero convertiti all'Islam e sottoposti a una rigida disciplina perché poi potessero servire come soldati nei giannizzeri; i migliori invece venivano inseriti nei palazzi imperiali di Galatasaray, di Topkapi o di Edirne, oppure in quelli appartenenti ad alti dignitari. A questo gruppo di eccellenza veniva quindi impartita un'educazione di alto livello e si abituavano alla vita di corte. Dopo un lungo periodo coloro che avevano dimostrato qualità superiori avevano l'occasione di ricoprire le cariche più importanti dell'impero. Molti visir della storia vennero reclutati in questo modo, come molti kapudan pasha (comandante della flotta) o agha dei giannizzeri. Dal 1453 al 1623, tra i 47 gran visir che si succedettero, solo cinque erano certamente di origine turca. Un caso emblematico è quello di Sokollu Mehmed Pascià, nato in una famiglia cristiana ortodossa di Višegrad nell'attuale Bosnia ed Erzegovina, scelto nel devscirme, scalò velocemente la scala gerarchica arrivando a diventare una delle persone più potenti dell'impero.
Sebbene essi fossero considerati schiavi del sultano, a questi ragazzi provenienti esclusivamente da famiglie cristiane (la legge islamica proibiva la schiavitù dei musulmani) talvolta molto povere, veniva data un'opportunità unica di crescere di prestigio ed economicamente, al costo dell'abbandono delle loro famiglie di origine. Inoltre questa schiavitù non negava loro la possibilità di competere con gli altri musulmani di nascita in qualsiasi aspetto della vita civile e militare. Non deve perciò sorprendere che, talvolta, fossero i loro stessi genitori a spingere i funzionari affinché scegliessero i loro figli.

### Diritto

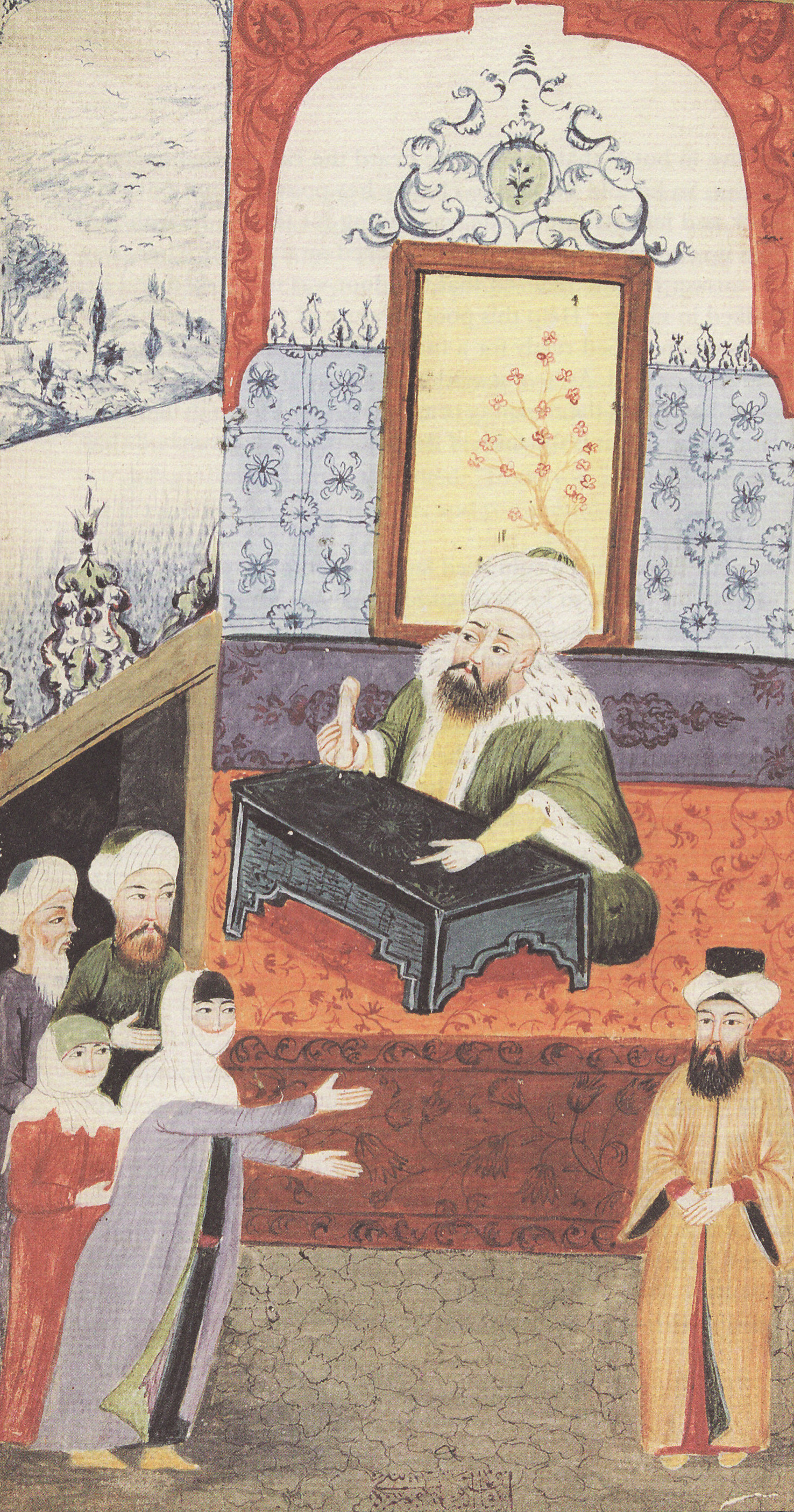
Una moglie infelice si appella al Qadi per via dell'impotenza del marito, da una miniatura ottomana

L'ordinamento giuridico ottomano adottò, per i suoi sudditi, la legge religiosa ma allo stesso tempo il Qanun (o Kanun), un sistema legale secolare (laico), poté coesistere con la Sharia. L'impero ottomano fu sempre organizzato attorno a un sistema di giurisprudenza locale, facente però parte di un più ampio schema di bilanciamento tra autorità centrale e regionale. Il potere ruotava in modo cruciale attorno all'amministrazione dei diritti sulla terra, il che dava spazio all'autorità locale per sviluppare le esigenze del Millet (una confessione religiosa locale). In un certo qual modo la complessità giurisdizionale mirava a consentire l'integrazione di gruppi culturalmente e religiosamente diversi. L'apparato ottomano si contraddistingueva per tre sistemi giudiziari distinti: uno per i musulmani, uno per i non musulmani (con ebrei e cristiani che potevano nominare un governante per le rispettive comunità) e un "tribunale commerciale". L'intera impalcatura era regolata dall'alto per mezzo del Qanun, che vantava origini da rintracciarsi in epoca pre-islamica.
Simili sistemi giudiziari non erano tuttavia del tutto esclusivi: per esempio ai tribunali islamici, che erano quelli primari dell'impero, vi si poteva altresì ricorrere per risolvere un conflitto commerciale o controversie tra parti in causa di religioni diverse; spesso ebrei e cristiani si rivolgevano ai giudici di tale organo per ottenere una decisione maggiormente autorevole su una controversia. Lo Stato ottomano tendeva a non interferire con i sistemi di diritto religioso non musulmano, nonostante legalmente avesse il potere di intervenire attraverso i governatori locali. Il corpus della Sharia islamica venne sviluppato da una combinazione tra il Corano, l'Ḥadīth, o parole del profeta Maometto, il ijma', o consenso dei membri della comunità musulmana, il qiyas, un'applicazione mediante analogia dei precedenti giurisprudenziali e i costumi locali. Il metodo con cui operava l'ordinamento imperiale si apprendeva nelle scuole di legge, localizzate a Istanbul e a Bursa.
Il sistema giuridico islamico ottomano venne istituito in modo diverso rispetto ai tribunali europei tradizionali: a presiedere i tribunali islamici veniva nominato un Qadi, o giudice. A partire dall'abbandono della Ijtihad, l'interpretazione dei Qadi in tutto l'impero ottomano si concentrò meno sui precedenti legali e più sui costumi e le tradizioni locali nelle aree sottoposte alla loro giurisdizione. Tuttavia l'apparato deficitava in merito alla presenza di un grado di appello, portando a casi giurisdizionali in cui i querelanti potevano presentare le proprie controversie da un campo giudiziario a un altro, fino a quando non avessero ottenuto una sentenza a loro favore.

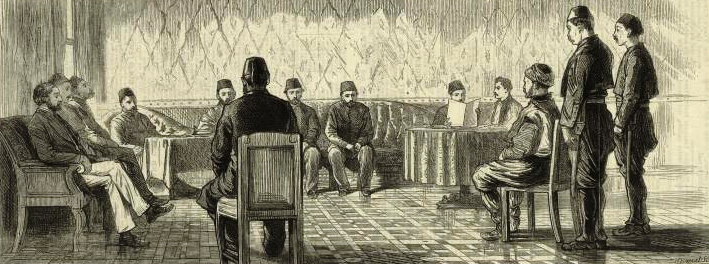
Un processo ottomano del 1877

Alla fine del XIX secolo il sistema legale andò incontro a una riforma sostanziale che tendeva alla sua modernizzazione e che ebbe inizio con l'editto di Gülhane del 1839. Queste riforme inclusero il concetto di «processo equo e pubblico di tutti gli accusati indipendentemente dalla loro religione», la creazione di un meccanismo di «competenze separate, religiose e civili» e la convalida delle testimonianze dei non musulmani. Vennero, inoltre, emanati specifici codici della terra (1858), codici civili (1869-1876) e un codice di procedura civile.
Queste riforme erano fortemente basate su modelli francesi, come dimostrato dall'adozione di un sistema giudiziario a tre livelli. Denominato Nizamiye, questo sistema venne esteso al livello del magistrato locale con la promulgazione finale del Mejelle, un codice civile che regolava il matrimonio, il divorzio, gli alimenti, la volontà e altre questioni relative allo status personale. Nel tentativo di chiarire la divisione delle competenze giudiziarie, un consiglio amministrativo stabilì che le questioni religiose dovevano essere gestite dai tribunali religiosi e le questioni statutarie dovevano essere gestite dai tribunali di Nizamiye.

### Organizzazione militare

Alcuni giannizzeri scortano il ciambellano del sultano Murad IV

La prima unità militare dello stato ottomano fu un esercito organizzato dallo stesso Osman I e composto da appartenenti alle tribù che abitavano le colline dell'Anatolia occidentale nel tardo XIII secolo. Con la progressione dell'impero il sistema militare divenne un'organizzazione sempre più complessa con un preciso e rigido sistema di reclutamento dei soldati. Il corpo principale dell'esercito ottomano comprendeva la fanteria (con i celebri giannizzeri), la cavalleria, i reparti di artiglieria, la marina e le unità speciali.
La fanteria (piyade) era costituita da diversi reparti i cui componenti provenivano soprattutto dalla frontiera ed, oltre al combattimento, svolgevano ulteriori compiti come la ricognizione, gli scavi, il presidio di fortezze o, talvolta, venivano impiegati a bordo della navi. Tra di essi vi era il famoso corpo dei giannizzeri (Yeniçeri), reclutati tramite il devscirme erano di diritto schiavi del sultano (e lui stesso ne faceva, formalmente, parte) e costituivano un corpo di élite. Il loro numero crebbe nel corso dei secoli, dai circa 6000 ai tempi di Maometto II ai 35 000 del 1598; così come il loro potere che sfociò talvolta in rivolte. Considerati un peso, sia per le finanze statali che per l'autorità del sultano, i giannizzeri finirono per essere sterminati in quello che viene chiamato incidente di buon auspicio. Ai giannizzeri, inoltre, era affidata la tutela dell'ordine pubblico e dello spegnimento degli incendi a Costantinopoli; non fu raro che ai migliori di essi vennero offerti timar e cariche governative, fino ad arrivare a diventare, in alcuni casi, gran visir.

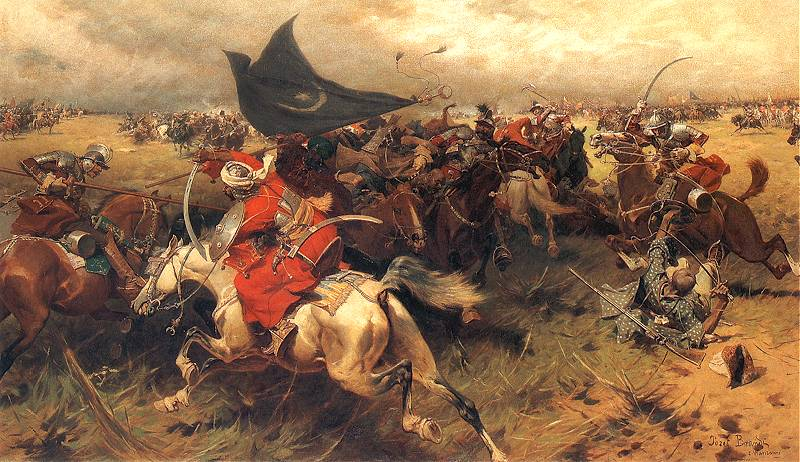
Spahi ottomani in battaglia

La cavalleria ottomana (müsellems) si divideva in spahi (cavalleria pesante) e akinci (cavalleria leggera). Composta in gran parte da timariot, tra il XV e il XVI secolo contava circa 50 000 appartenenti che vivevano soprattutto nelle provincie, in quanto la loro remunerazione consisteva quasi sempre nell'assegnazione di timar (privilegi fiscali su fondi provinciali). La loro funzione in battaglia era quella di proteggere i fianchi dei giannizzeri.
La marina ottomana venne sviluppata tra il XV e il XVI secolo, quando l'impero si trovò a fronteggiare Venezia, Genova, Spagna e i pirati. Grazie alla sua flotta che arrivò a contare tra le 100 e le 150 unità navali, perlopiù costruite negli imponenti arsenali di Gallipoli e Galata, ben presto divenne padrona assoluta del Mediterraneo dove perse la sua invincibilità rimase intatta dalla battaglia di Prevesa del 1538 alla battaglia di Lepanto del 1571. A capo della flotta vi era il kapudan paşa il più famoso dei quali fu senza dubbio Khayr al-Din Barbarossa.
Benché l'artiglieria fosse stata sviluppata piuttosto precocemente, all'interno dell'impero scarseggiarono spesso le capacità tecniche perché evolvesse e, pertanto, fin dal XV si procedette nel far arrivare nella capitale tecnici stranieri, soprattutto tedeschi e francesi. La prima fonderia destinata alla produzione di armi da fuoco nella capitale fu voluta dal sultano Maometto II e sorse dove oggi si trova la Moschea di Kılıç Ali Pascià, ma fu sotto Solimano il Magnifico che vi fu uno degli incrementi maggiori del reparto che passò dai 695 cannonieri del 1527 ai 1 204 del 1567.
A partire dal XVII secolo la forza militare ottomana andò progressivamente in crisi. Capendo la necessità di una riforma, nel 1730 il sultano Mahmud I iniziò una riorganizzazione dell'esercito che tuttavia venne contrastata dai giannizzeri che permisero di operare solamente sul reparto di artiglieria al cui rimodernamento collaborò il generale francese Claude Alexandre de Bonneval che nel 1734 fondò un'importante scuola. Nel 1826 il sultano Mahmud II sciolse il corpo dei giannizzeri e fondò il moderno esercito moderno, chiamato Nizam-ı Jedid. Ma le vere riforme, dopo quelle tentate da Selim III, che portarono al moderno esercito ottomano, si ebbero solamente nel XIX secolo con la serie di rinnovamenti note come tanzimat.
Successivamente alla perdita della Grecia, avvenuta nel 1821, e dell'Algeria, nel 1830, il potere navale ottomano andò incontro a un inesorabile declino che si tradusse in un'incapacità di controllare i propri lontani territori di oltremare.

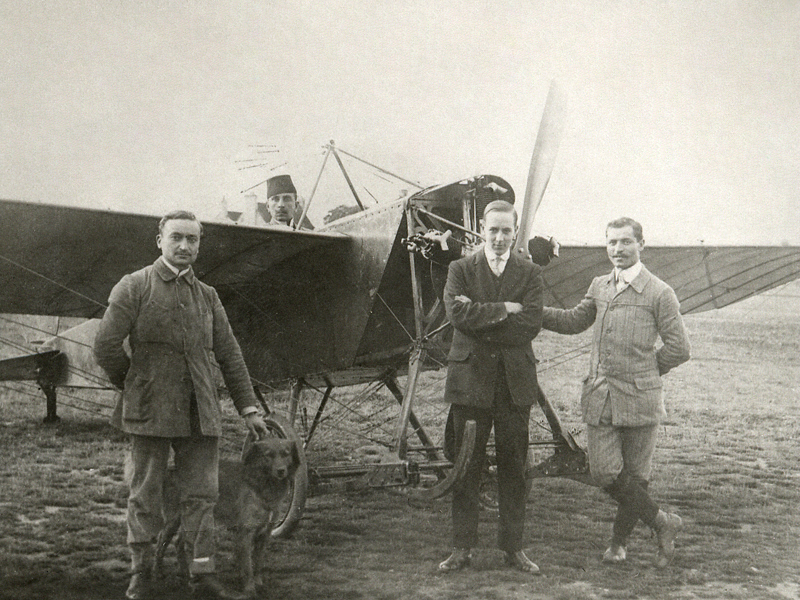
Piloti ottomani all'inizio del 1912

Il sultano Abdülaziz (regnante dal 1861 al 1876) tentò di ristabilire la propria marina militare progettando di costruire la più grande flotta dopo quella di Gran Bretagna e Francia. Nel 1866 il primo sottomarino in forza all'impero ottomano venne realizzato nel cantiere navale di Barrow, in Inghilterra. Tuttavia la debole economia ottomana non permise di sostenere tale flotta per lungo tempo, tanto che sotto il sultano Abdul Hamid II la maggior parte delle navi venne abbandonata all'interno del corno d'oro dove rimasero inattive per una trentina d'anni. Nel 1910 acquisirono per la flotta le moderne corazzate Barbaros Haireddin e Turgut Reis, di fabbricazione tedesca. Rimasero nel Bosforo però quando persero la Libia nel 1912, durante la guerra italo-turca.
Nonostante questo all'inizio della prima guerra mondiale condussero vittoriosamente la campagna di Gallipoli, ma in seguito seguirono il destino degli austroungarici. Il movimento dei giovani turchi si propose di modernizzare anche le forze armate.

## Economia
Il governo ottomano perseguì una politica economica basata sullo sviluppo di grandi centri commerciali e industriali, come Bursa, Edirne e Istanbul. Considerando indispensabile la presenza di eccellenti artigiani e commercianti per la crescita di una metropoli, il sultano Maometto II e il suo successore Bayezid II, accolsero con favore e incoraggiarono l'arrivo di molti ebrei provenienti da diverse parti d'Europa, invitandoli a stabilirsi a Istanbul e in altre città portuali come Salonicco. A quel tempo in gran parte dell'Europa gli ebrei erano vittime di persecuzioni da parte dei cristiani, come avvenne per esempio in Spagna con la loro espulsione al termine della Reconquista.
Le conoscenze economiche ottomane intorno al XVI secolo si basavano sui semplici concetti di Stato e Società secondo la tradizione del Medio Oriente in cui l'obiettivo finale di un'entità politica era il suo consolidamento e l'estensione del potere del sovrano, in modo da ottenere risorse rendere prosperose le classi produttive. L'intento era quello di aumentare le entrate statali senza danneggiare i soggetti, per prevenire disordini sociali e mantenere intatta l'organizzazione tradizionale della società. Nella prima età moderna l'economia ottomana si espanse notevolmente, con tassi di crescita particolarmente elevati nella prima metà del XVIII secolo. Il reddito annuo, adeguato all'inflazione dell'impero, quadruplicò tra il 1523 e il 1748.
Nell'impero ottomano l'organizzazione dei funzionari del tesoro e della cancelleria venne sviluppata più che durante ogni altro governo islamico e, fino al XVII secolo, fu tra le migliori tra tutti i modelli contemporanei. Questa organizzazione portò allo sviluppo di una burocrazia scribale (conosciuta come "uomini della penna") come un gruppo distinto, in parte formato da ulama altamente addestrati che dettero vita a un corpo professionale. L'efficacia di questi furono alla base del successo di molti grandi statisti ottomani.

## Demografia

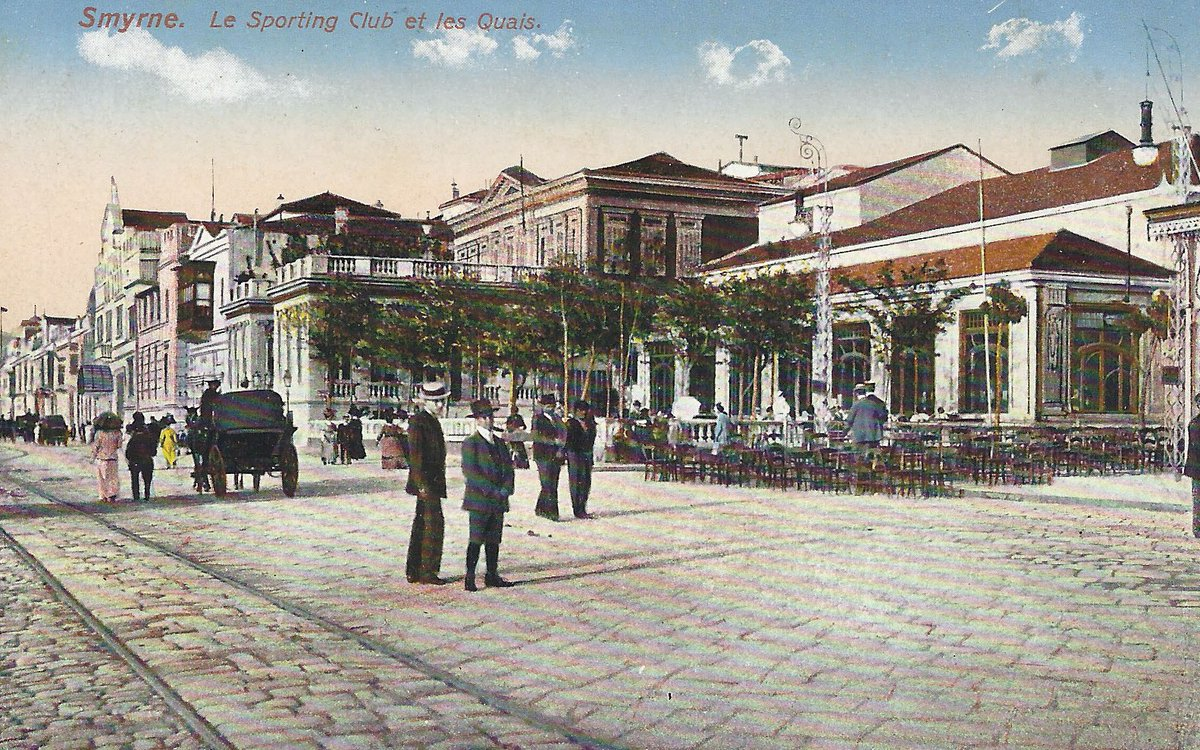
Smirne sotto la dominazione ottomana nel 1900

Una stima della popolazione residente tra il 1520 e il 1535, pari a 11 692 480 abitanti, venne effettuata contando le famiglie nei registri delle decime ottomane e moltiplicando questo numero per cinque. Per ragioni poco chiare la popolazione nel XVIII secolo era inferiore a quella stimata per il XVI secolo. Nel 1831 venne effettuato il primo censimento che determinò il numero di 7 230 660 abitanti, un valore tuttavia considerato sottostimato in quanto tale censimento aveva l'obiettivo di registrare possibili coscritti.
I censimenti dei territori ottomani iniziarono solo all'inizio del XIX secolo e sono disponibili dati ufficiali dal 1831 in poi, ma questi non coprivano l'intera popolazione. Per esempio il censimento del 1831 contava solo uomini e non era riuscito a comprendere l'intero impero. Per periodi precedenti le stime sul numero e sulla distribuzione della popolazione si basano su modelli demografici.
Tuttavia, sembra che la popolazione abbia iniziato a risalire alla fine del XVIII secolo fino a raggiungere i 25–32 milioni prima del 1800, con circa dieci milioni di residenti nelle sole province europee (principalmente nei Balcani), undici milioni nelle province asiatiche e circa tre milioni in quelle africane. La densità della popolazione era più alta nelle province europee, il doppio di quelle nell'Anatolia, che a loro volta triplicavano la densità osservabile nell'Iraq e nella Siria, e cinque volte quella dell'Arabia.
Verso la fine dell'esistenza dell'impero l'aspettativa di vita era di 49 anni, tuttavia le malattie epidemiche e le carestie causarono gravi cambiamenti demografici. Nel 1785 circa un sesto della popolazione egiziana morì di peste e Aleppo vide la sua popolazione ridotta del 20%. Sei carestie colpirono l'Egitto tra il 1687 e il 1731 e l'ultima che colpì l'Anatolia accadde quattro decenni più tardi.

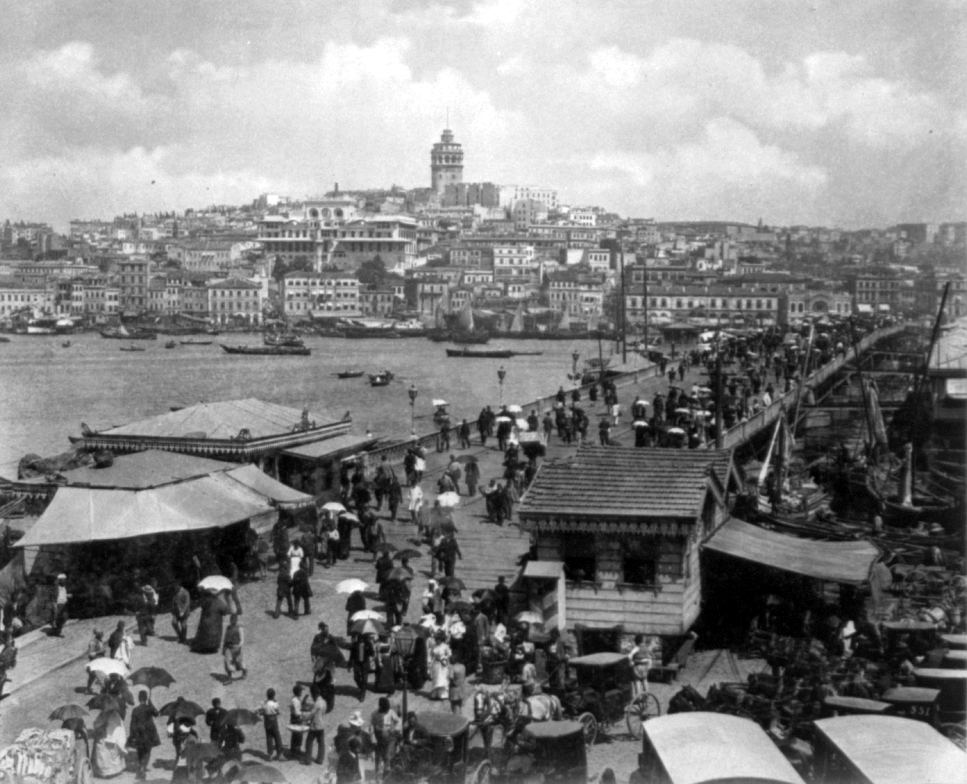
Vista di Galata (Karaköy) e il ponte di Galata sul Corno d'Oro, fine del XIX secolo

L'affermazione delle città portuali comportò un raggruppamento delle popolazioni, dovuto allo sviluppo di navi a vapore e ferrovie, mentre l'urbanizzazione aumentò tra il 1700 al il 1922. I miglioramenti nella salute e nei servizi igienico-sanitari resero le città più attraenti per vivere e per lavorare. Le città portuali, come Salonicco in Grecia, videro la propria popolazione incrementare da 55 000 nel 1800 a 160 000 nel 1912 mentre Smirne, che contava una popolazione di 150 000 nel 1800, arrivò a 300 000 abitanti nel 1914. Al contrario, alcune regioni subirono un calo della popolazione: per esempio Belgrado diminuì di abitanti da 25 000 a 8 000, principalmente a causa di conflitti politici.
Le migrazioni economiche e politiche ebbero un impatto in tutto l'impero. Per esempio l'annessione russa e austriaca-asburgica delle regioni della Crimea e dei Balcani comportarono un grande afflusso di rifugiati musulmani come i 200 000 tartari di Crimea in fuga a Dobruja. Tra il 1783 e il 1913 circa 5-7 milioni di rifugiati si riversarono nell'impero ottomano, di cui almeno 3,8 milioni provenivano dalla Russia. Alcune migrazioni lasciarono segni indelebili, come la tensione politica tra parti dell'impero (per esempio tra Turchia e Bulgaria), mentre alcuni effetti centrifughi sono stati notati in altri territori. Anche l'economia fu colpita dalla perdita di artigiani, commercianti, produttori e agricoltori. Dal XIX secolo gran parte della popolazione musulmana dei Balcani emigrò nell'attuale Turchia. Queste persone si chiamano Muhacir. Quando l'impero ottomano cessò di esistere nel 1922 metà della popolazione urbana della Turchia discendeva da rifugiati musulmani dalla Russia.

## Religione
Secondo lo storico Halil İnalcık, nell'epoca dei Selgiuchidi e nei primi anni di formazione dell'impero ottomano, i popoli turchi che dettero vita a tali imperi furono prevalentemente aleviti bektashi, mentre le popolazioni precedenti furono essenzialmente cristiane, ortodosse o monofisite. Le turkmene arrivate in Anatolia vennero influenzate spiritualmente da grandi personalità sufi e dell'Islam eterodosso, come Ahmed Yesevi, Yunus Emre, Hajji Bektash Veli, Mevlana, Ibn Arabi, Abdal Musa e Kaygusuz Abdal. Molte prove suggeriscono che i fondatori dell'impero appartenessero a confraternite islamiche eterodosse vicine al bektashismo. La prima madrasa (università teologica) venne fondata da Dawūd al-Qayṣarī che insegnò il concetto della metafisica Sufi. Per Levent Kayapinar, fino al XIV-XV secolo, gli aleviti bektashi furono in maggioranza tra gli appartenenti all'impero di lingua turca.
Prima del 1517 l'impero ottomano non possedeva una religione ufficiale e non era basato su un sistema religioso. Nell'anno precedente gli ottomani misero fine al califfato dei Mamelucchi e Selim I si nominò califfo deponendo l'ultimo califfo abbaside del Cairo Al-Mutawakkil III, segnando una svolta epocale nella storia religiosa dell'impero: Selim scelse, infatti, il sunnismo come religione ufficiale per il suo popolo. In tal modo, il sultano ottomano si distinse dal suo grande rivale lo Scià Isma'il I, capostipite della dinastia Safavide e seguace dello sciismo e di Ahl al-Bayt. Circa duemila ulema vennero fatti arrivare dall'Università al-Azhar del Cairo con lo scopo di "sunnizzare" l'impero. Da quel momento i capi religiosi aleviti, bektashi e mevlevi, all'origine dell'islamizzazione dell'Anatolia e dei Balcani, vennero giustiziati o deportati. L'alevismo venne considerato eretico dal governo ottomano oramai sunnita e Selim avviò una politica di denigrazione, repressione e assimilazione o conversione degli aleviti che durò fino all'era repubblicana.
Nonostante che l'Islam fosse divenuta la religione ufficiale, all'interno dell'impero e per tutta la sua storia convissero diverse confessioni. I cristiani e gli ebrei vennero considerati "dhimmi" e organizzati in "millet" (comunità): quella dei Rūm ("romani"), Rūm millet, riunì i cristiani ortodossi, ex cittadini dell'impero romano d'oriente, mentre quella degli Ermeni raggruppò i miafisiti della chiesa apostolica armena. Queste comunità non musulmane vennero esentate dal servizio militare, ma d'altra parte, soggette a una maggiore tassazione, chiamata haraç, e al devscirme, due imposizioni che incoraggiarono molti a convertirsi all'Islam sunnita. Sebbene fosse possibile per i cristiani erigere le proprie chiese nel territorio dell'impero a essi venne vietato di suonare le campane. Nonostante questa sorta di “tolleranza religiosa” presente nell'impero, le conquiste degli eserciti ottomani vennero accompagnate dalla distruzione di numerosi edifici religiosi: si pensi che delle 1 300 chiese e monumenti religiosi presenti in Serbia prima dell'arrivo dei turchi, nel XVI secolo si contavano solamente 14 chiese cattoliche attive. Inoltre, il peso della repressione contro i cristiani provocò vari esodi, tra cui quello del 1690 in cui 37 000 famiglie serbe dovettero lasciare le proprie case per trovare rifugio nell'impero asburgico o quelli che videro molti bulgari e arumeni abbandonare, tra il XVI e il XIX secolo, i loro territori per stabilirsi nelle più autonome Romania e Moldavia.

## Cultura
Gli Ottomani assorbirono alcune delle tradizioni, dell'arte e delle istituzioni delle culture nelle regioni che conquistarono e vi aggiunsero nuove dimensioni. Numerose tradizioni e tratti culturali dei precedenti imperi (in campi come l'architettura, la cucina, la musica, il tempo libero e il governo) furono adottati dai turchi ottomani, che li svilupparono in nuove forme, dando vita a una nuova identità culturale tipicamente ottomana. Sebbene la lingua letteraria predominante dell'impero ottomano fosse il turco, il persiano era la lingua veicolare preferita per la proiezione di un'immagine imperiale.

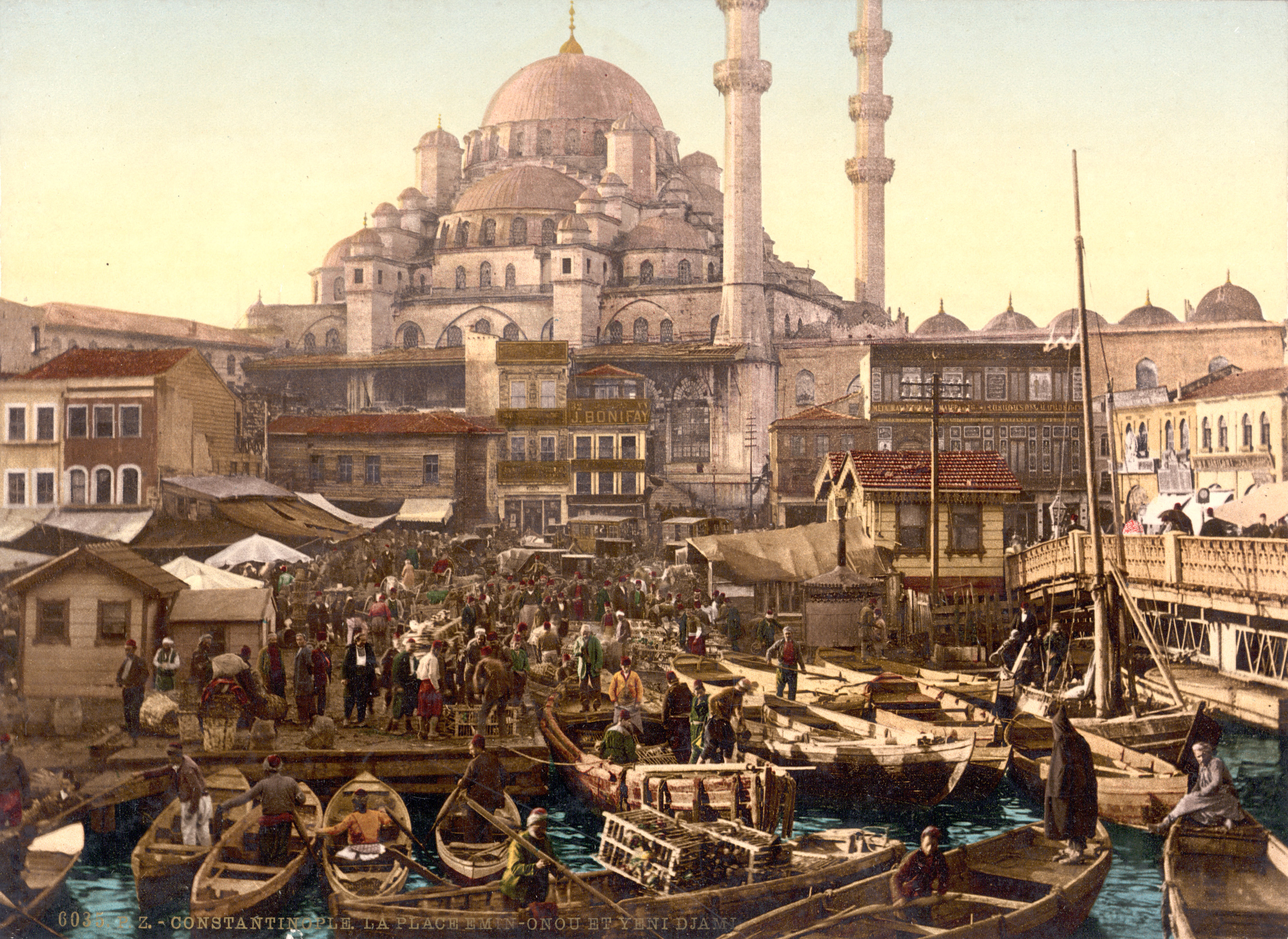
Nuova Moschea e bazar Eminönü, Costantinopoli, c. 1895

La schiavitù era una parte della società ottomana, con la maggior parte degli schiavi impiegati come domestici. La schiavitù agricola, come quella diffusa nelle Americhe, era relativamente rara. A differenza di altri sistemi schiavisti, gli schiavi secondo la legge islamica non erano considerati beni mobili, ma mantenevano diritti fondamentali, sebbene limitati. Questo dava loro un grado di protezione contro gli abusi. Le schiave erano ancora vendute nell'impero fino al 1908. Durante il XIX secolo l'impero subì la pressione dei paesi dell'Europa occidentale per bandire la pratica. Le politiche sviluppate da vari sultani nel corso del XIX secolo tentarono di ridurre la tratta degli schiavi ottomani, ma essa ebbe secoli di sostegno e di sanzioni religiose e pertanto non fu mai abolita nell'impero.
Gli ottomani adottarono le tradizioni e la cultura burocratica persiana. I sultani diedero anche un importante contributo allo sviluppo della letteratura persiana.

### Istruzione

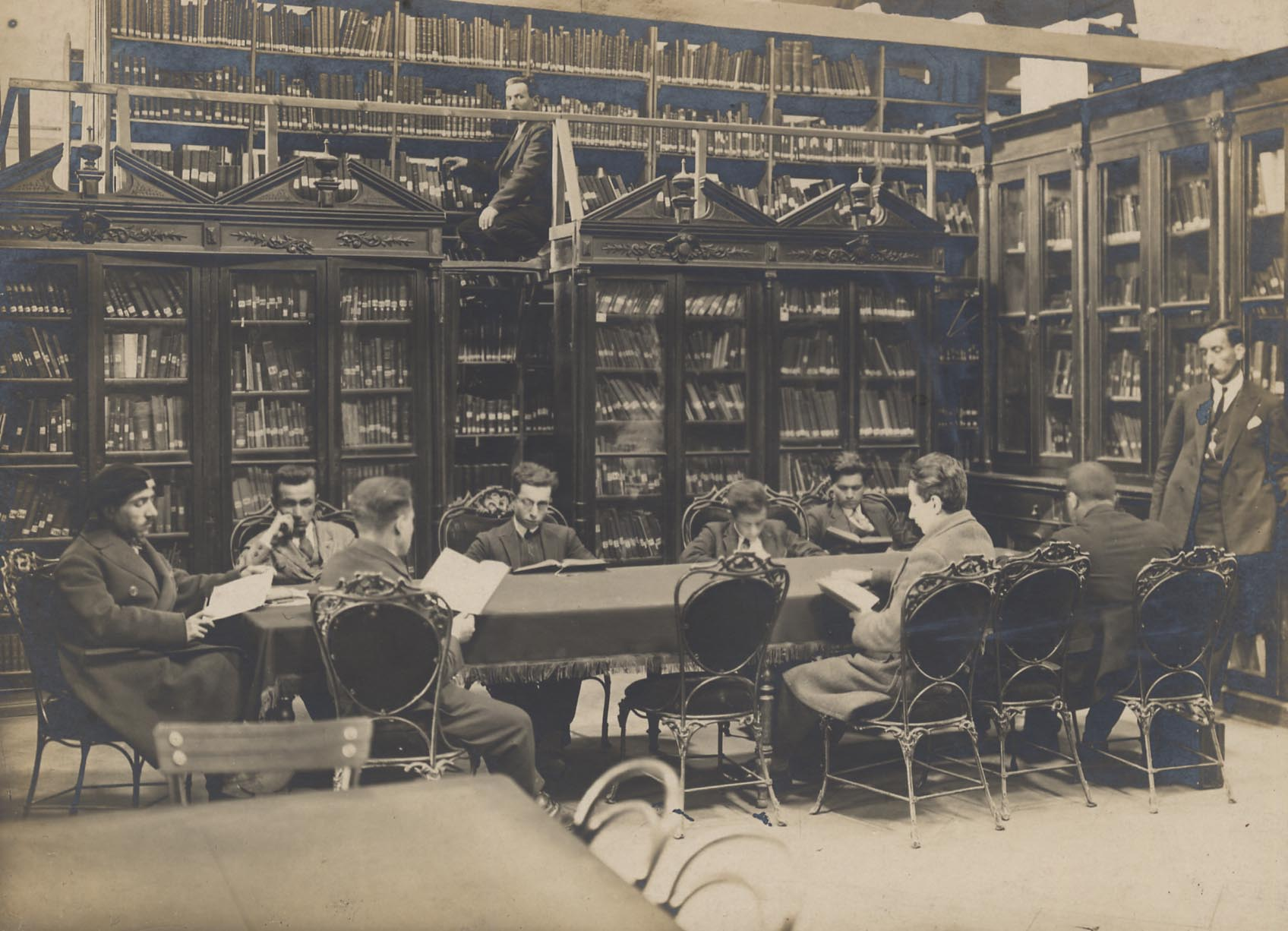
Biblioteca statale Beyazıt

Nell'impero ottomano ogni millet stabiliva un sistema scolastico al servizio dei suoi membri. L'istruzione, quindi, era largamente suddivisa su linee etniche e religiose: erano pochi i non musulmani che frequentavano scuole per studenti musulmani e viceversa. La maggior parte delle istituzioni che serviva tutti i gruppi etnici e religiosi insegnavano in francese o altre lingue.

### Letteratura

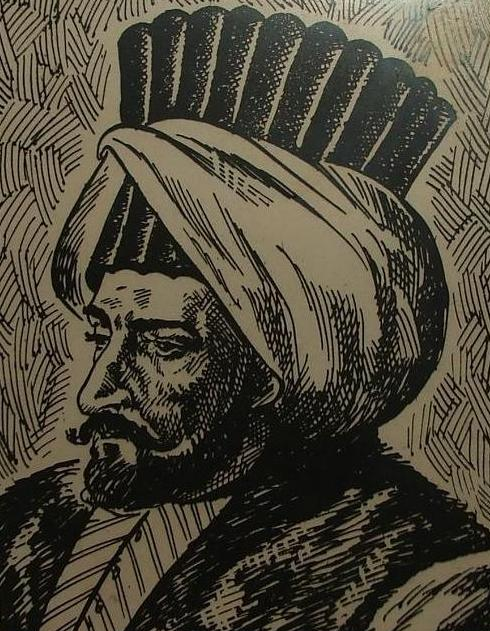
Ahmed Nedîm Efendi, uno dei più importanti e celebrati poeti ottomani.

I due flussi principali della letteratura scritta ottomana erano la poesia e la prosa. La poesia era di gran lunga la corrente dominante. Fino al XIX secolo la prosa ottomana non conteneva alcun esempio di finzione: non c'erano controparti, come per esempio, il romanzo, il racconto o il romanzo europeo. Tuttavia esistevano i generi analoghi, sia nella letteratura popolare turca che nella poesia diwan.
La poesia del diwan ottomano era una forma d'arte altamente ritualizzata e simbolica. Dalla poesia persiana che in gran parte l'ha ispirata, ha ereditato una ricchezza di simboli i cui significati e le interrelazioni - entrambi di similitudine (مراعات نظير mura'ât-i nazîr / تناسب tenâsüb) e opposizione (تضاد tezâd) erano più o meno prescritti. La poesia diwan era composta attraverso la giustapposizione costante di molte di queste immagini all'interno di una rigida cornice metrica, consentendo così l'emergere di numerosi potenziali significati. La stragrande maggioranza era di natura lirica: o gazel (che costituiscono la maggior parte del repertorio della tradizione), o kasîdes. Vi erano, tuttavia, altri generi comuni, in particolare il mesnevî, una specie di romanzo in versi e quindi una varietà di poesia narrativa; i due esempi più notevoli di questa forma sono il Leyli e Majnun di Fuzûlî e l'Hüsn ü Aşk di Şeyh Gâlib. Il Seyahatnâme di Evliya Çelebi (1611–1682) è un eccezionale esempio di letteratura di viaggio.
Fino al XIX secolo la prosa ottomana non si sviluppò nella misura in cui lo fece la poesia diwan contemporanea. Gran parte della ragione risiede nell'aspettativa che la prosa aderisse alle regole del saj' (سجع, anche traslitterato come seci), o prosa in rima, un tipo di scrittura discendente dall'arabo sa'e che prescriveva che tra ogni aggettivo e nome in una stringa di parole, come una frase, doveva esserci una rima. Inoltre, vi era una tradizione di prosa nella letteratura del tempo, sebbene di natura esclusivamente non fittizia. Un'apparente eccezione fu Muhayyelât ("Fantasie") di Giritli Ali Aziz Efendi, una raccolta di storie fantasiose scritta nel 1796, sebbene non pubblicata fino al 1867. Il primo romanzo pubblicato nell'impero ottomano fu di un armeno di nome Vartan Pasha. Pubblicato nel 1851, il romanzo si intitolava "La storia di Akabi" (turco: Akabi Hikyayesi) ed era scritto in turco ma con caratteri armeni.
A causa degli stretti legami storici con la Francia, la letteratura francese finì per costituire la principale influenza occidentale sulla letteratura ottomana per tutta la seconda metà del XIX secolo. Di conseguenza, molti degli stessi movimenti prevalenti in Francia durante questo periodo avevano anche i loro equivalenti ottomani; nella tradizione della prosa ottomana in via di sviluppo, per esempio, l'influenza del romanticismo può essere vista durante il periodo Tanzimat, e quella dei movimenti realista e naturalista nei periodi successivi; nella tradizione poetica, d'altra parte, furono i movimenti simbolisti e parnassiani a diventare preminente.
Molti degli scrittori del periodo Tanzimat scrissero simultaneamente in diversi generi; per esempio, il poeta Namık Kemal, ha scritto anche l'importante romanzo del 1876 İntibâh ("Risveglio"), mentre il giornalista İbrahim Şinasi è noto per avere scritto, nel 1860, la prima commedia moderna turca, la commedia in un atto "Şair Evlenmesi" (" Il matrimonio del poeta "). Il romanziere Ahmed Midhat Efendi ha scritto romanzi importanti in ciascuno dei principali movimenti: Romanticismo (Hasan Mellâh yâhud Sırr İçinde Esrâr, 1873; Realismo (Henüz on Yedi Yaşında, 1881; "Solo diciassette anni") e Naturalismo (Müşâhedât, 1891; "Osservazioni"). Questa diversità era in parte dovuta al desiderio degli scrittori del Tanzimat di diffondere quanto più possibile la nuova letteratura, nella speranza che avrebbe contribuito a una rivitalizzazione delle strutture sociali ottomane.

### Architettura

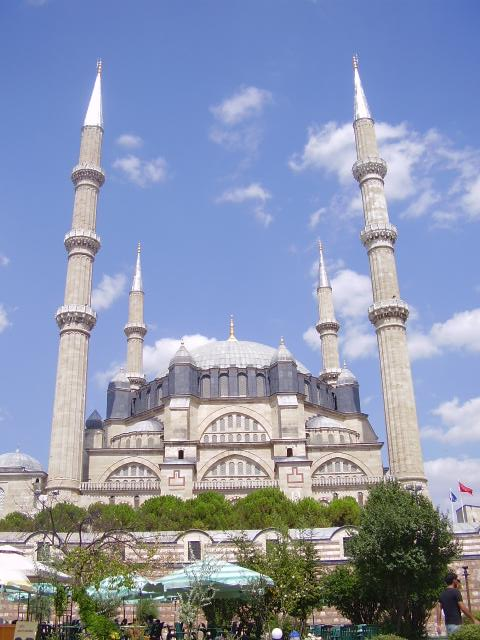
Moschea Selimiye, esempio di architettura ottomana classica

L'architettura ottomana venne influenzata da quella persiana, bizantina, greca e islamica. Durante il primo periodo dell'architettura ottomana, essa si trovò alla ricerca di nuove idee; successivamente vi fu il periodo classico dell'architettura, quando raggiunse il massimo della sua fiducia; nel periodo di stagnazione e decadenza si assistette a un allontanamento da questo stile.

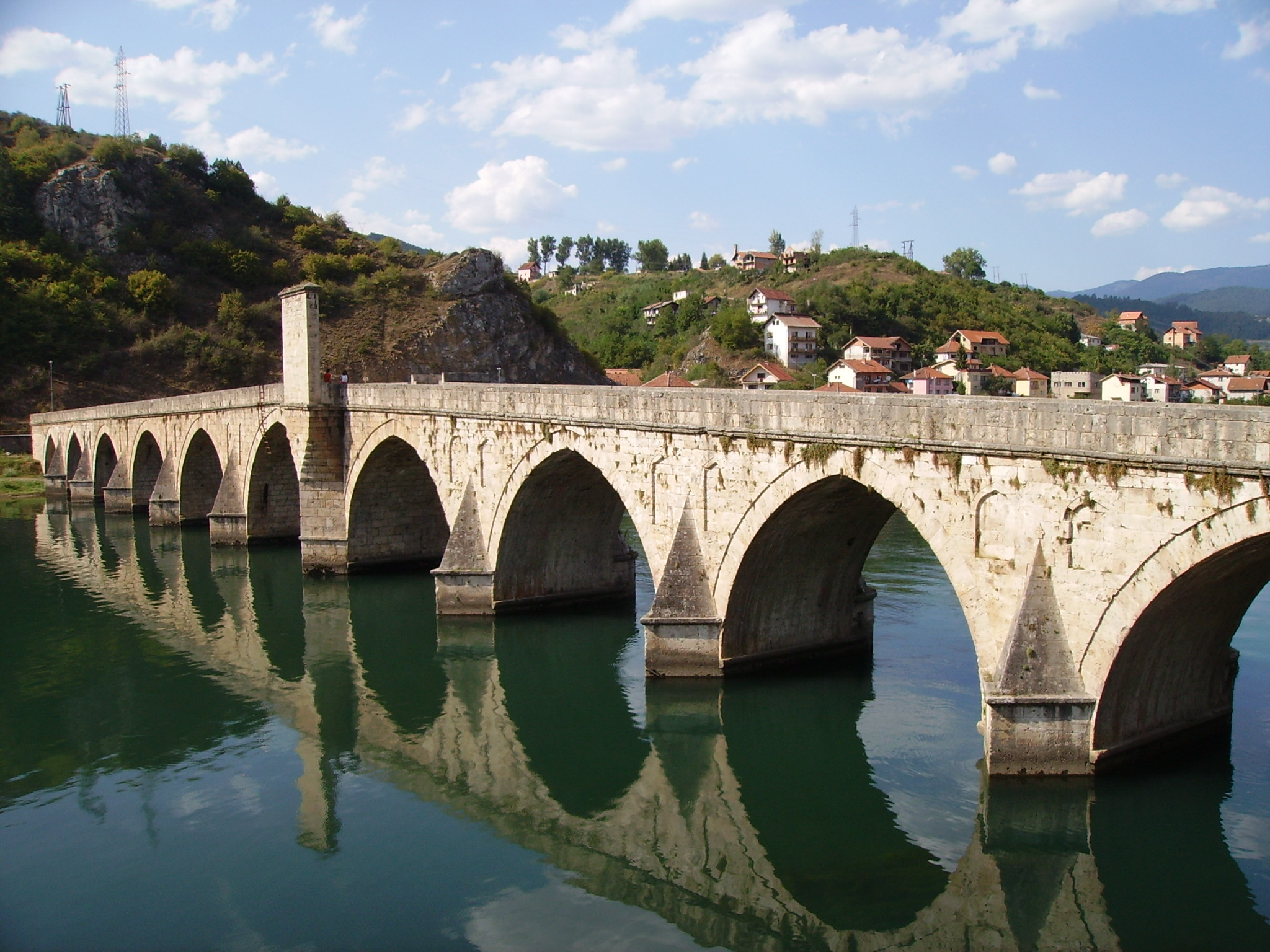
Ponte di Mehmed Paša Sokolović, completato nel 1577 e progettato da Sinān

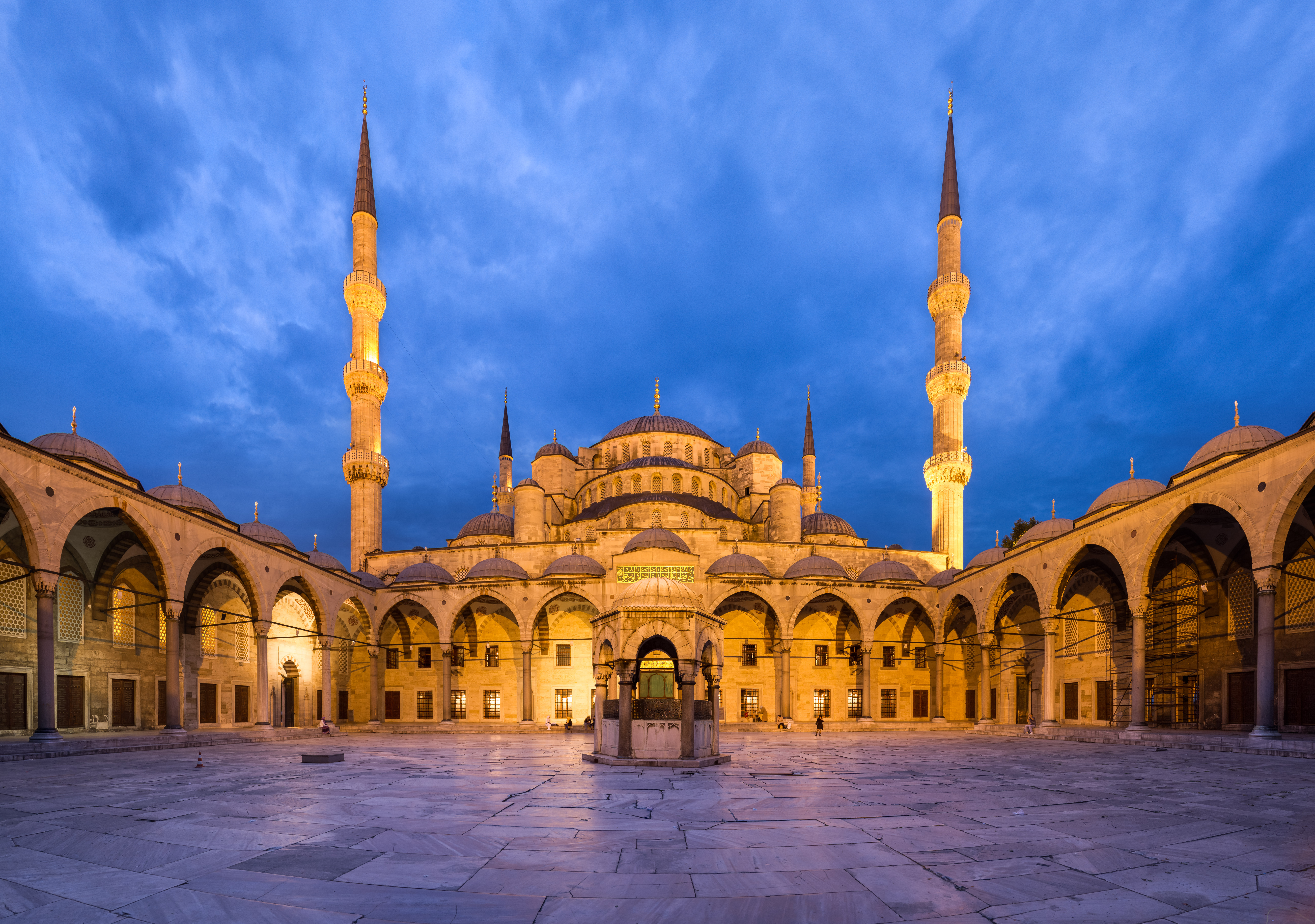
La Moschea Blu

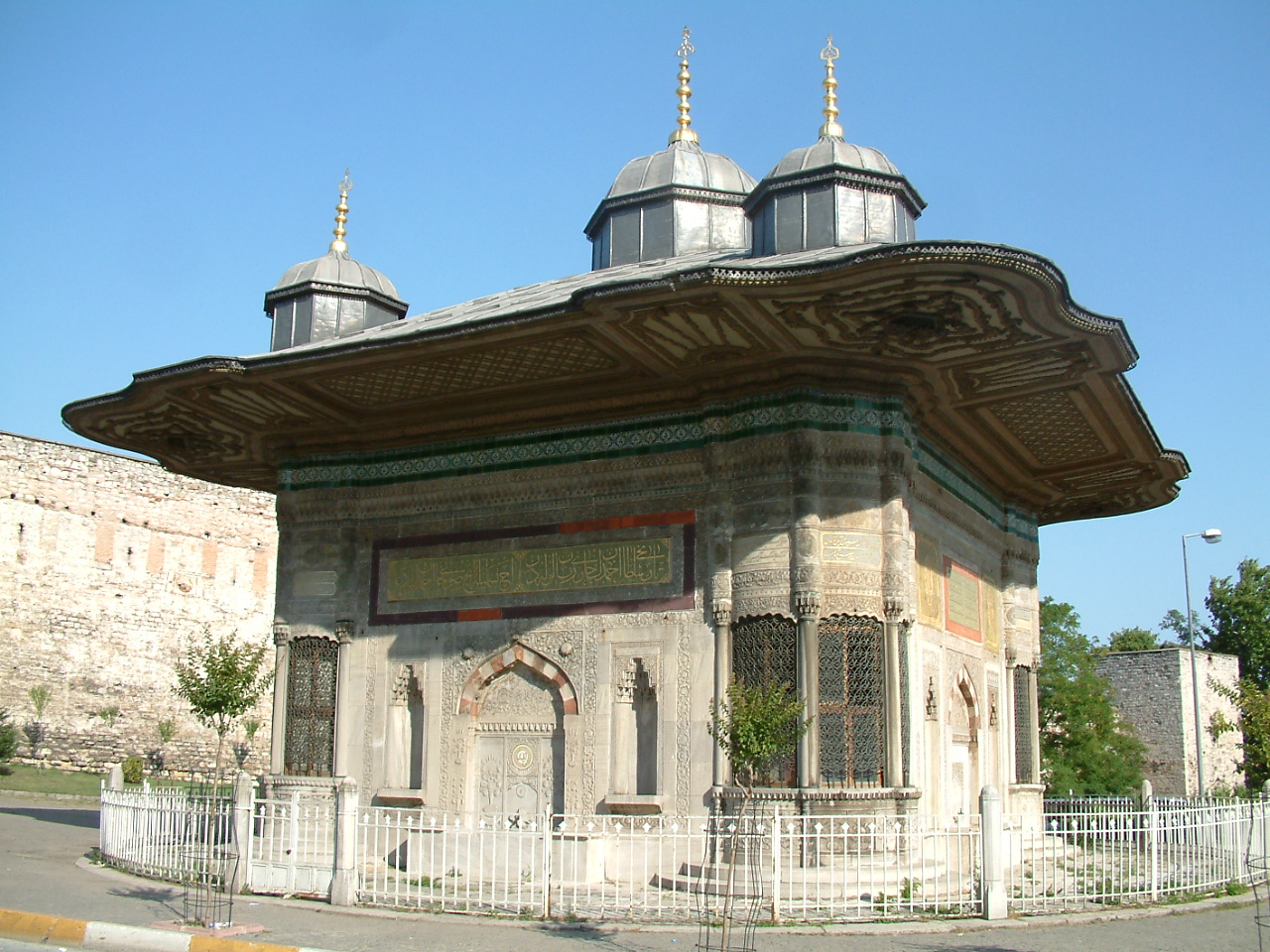
La Fontana di Ahmed III è un classico esempio di architettura del periodo dei tulipani

Se nei primi anni di vita dell'impero l'architettura ottomana si concentrò soprattutto sui caravanserragli, considerati delle “basiliche mercantili”, con il passare del tempo le moschee presero sempre più importanza. Se nel XV secolo la moschea con pianta a T rovesciata era la più frequente tra quelle progettate all'interno dell'impero, con la conquista di Costantinopoli gli architetti ottomani iniziarono a studiare la basilica di Santa Sofia traendone ispirazione e introducendo le moschee a cupola unica. Tra questi architetti spicca il nome di Mi'mār Sinān, considerato l'iniziatore dell'architettura classica ottomana: reclutato con il devscirme, durante la sua lunga vita progettò circa 360 edifici tra cui tombe, hammam, ponti e moschee; di queste ultime le più celebri sono la Süleymaniye camii, la Selimiye camii e la Rüstem Paşa Camii.
Esempi di architettura ottomana del periodo classico, oltre a Istanbul ed Edirne, si possono osservare anche in Egitto, in Eritrea, in Tunisia, a Algeri, nei Balcani e in Romania, dove furono costruite moschee, ponti, fontane e scuole. L'arte della decorazione ottomana si sviluppò con una moltitudine di influenze dovute all'eterogeneità etnica che caratterizzava l'impero ottomano. Il più grande degli artisti di corte arricchì l'impero con molte influenze artistiche pluralistiche, come mescolare l'arte tradizionale bizantina con elementi dell'arte cinese.
Sinān venne considerato così magnifico che i suoi successori continuarono a trarne ispirazione senza introdurre particolari idee nuove seppur arrivando ad alti risultati come per la celebre Moschea Blu realizzata all'inizio del XVII secolo a Costantinopoli su progetto di Sedefkar Mehmed Agha. A partire dal Settecento gli architetti ottomani vennero contaminati dall'architettura europea; tra i più importanti esempi di questo secolo la moschea di Yeni Valide e la Moschea di Eyüp Sultan.
Durante il periodo dei tulipani l'impero ottomano venne influenzato degli stili altamente ornati in voga nell'Europa occidentale; barocco, rococò, impero e altri stili mescolati. I concetti di architettura ottomana si concentrano principalmente sulla moschea, interpretata come integrante della società, dell'urbanistica e della vita comune. Oltre a essa è possibile trovare buoni esempi di architettura ottomana nelle mense, nelle scuole teologiche, negli ospedali, nei bagni turchi e nelle tombe. Tra le moschee più tarde, con forti influssi barocchi e neoclassici si possono citare la Moschea di Ortaköy e la Moschea di Pertevniyal Valide Sultan.

### Arti decorative

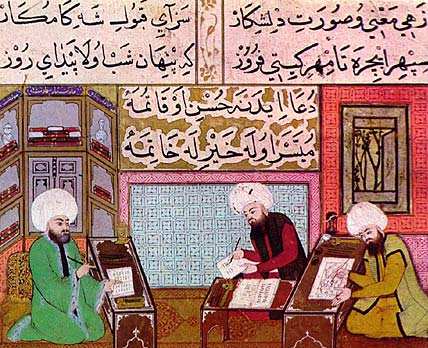
Miniatori ottomani

La tradizione delle miniature ottomane, realizzate per illustrare manoscritti o utilizzate in pubblicazioni dedicate, fu fortemente influenzata dall'arte persiana, sebbene includesse anche elementi della tradizione bizantina dei manoscritti miniati. Un'accademia greca di pittori, il Nakkashane-i-Rum, venne fondata nel Palazzo di Topkapı nel XV secolo, mentre all'inizio del secolo successivo venne aggiunta anche una simile accademia persiana, la Nakkashane-i-Irani.
L'arte della tessitura dei tappeti era particolarmente significativa nell'impero ottomano, in quanto essi avevano un'importanza elevatissima sia per essere utilizzati come arredi decorativi, ricchi di simbolismi religioso e non, sia come utilizzo pratico poiché era consuetudine entrare scalzi negli alloggi. La tessitura di tali tappeti ebbe origine nelle culture nomadi dell'Asia centrale (essendo i tappeti una forma di arredamento facilmente trasportabile) e alla fine si diffuse nelle società stanziate dell'Anatolia. I turchi usavano tappeti, e kilim non solo sui pavimenti ma anche come appesi alle pareti e alle porte per fornire un ulteriore isolamento. Furono anche comunemente donati alle moschee, che spesso ne accumularono grandi raccolte.

### Musica e arti performative

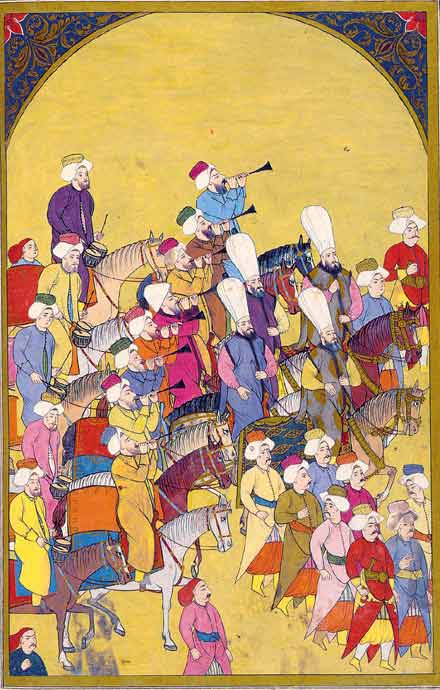
Miniatura di Abdulcelil Levni che mostra la Mehterhâne, la banda musicale dei giannizzeri

La musica classica ottomana costituì una parte importante dell'educazione dell'élite dell'impero. Numerosi sultani ottomani erano musicisti e compositori affermati, come Selim III, le cui composizioni vengono spesso eseguite ancora oggi. La musica classica ottomana nacque principalmente da una confluenza di musica bizantina, armena, araba e persiana. La sua composizione è organizzata attorno a unità ritmiche chiamate usul, che sono in qualche modo simili al metro nella musica occidentale, e unità melodiche chiamate makam, che hanno una certa somiglianza con i modi musicali occidentali.
Gli strumenti utilizzati furono anch'essi il risultato di una combinazione tra strumenti anatolici e dell'Asia centrale (il saz, il bağlama, il kemence), altri mediorientali (oud, tanbur, qanun, ney) e, più avanti nel tempo, alcuni occidentali (il violino e il pianoforte). Per via di una divisione geografica e culturale tra la capitale e le altre aree nell'impero ottomano nacquero due stili musicali ben distinti: la musica classica ottomana e quella folclorica.
Il tradizionale teatro d'ombre turco, con i protagonisti karagöz e Hacivat, si diffuse in tutto l'impero presentando personaggi che rappresentavano tutti i principali gruppi etnici e sociali. Le sue esatte origini sono sconosciute, forse risalgono a una più antica tradizione centro asiatica arrivata a Bursa e da li diffusasi in tutto l'impero.

### Cucina

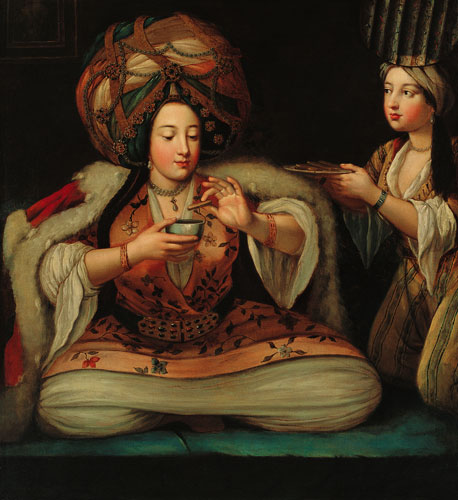
Donne dell'harem bevono caffè turco

Quando si parla di “cucina ottomana” ci si riferisce a quella in uso nella capitale Costantinopoli e nelle principali città, dove l'aggregarsi di diverse culture dette origine a piatti caratteristici comuni alla maggior parte della popolazione, indipendentemente dall'etnia e dal paese di provenienza. Questa cucina variegata venne poi affinata nelle cucine del Palazzo Imperiale da cuochi arrivati dalle diverse parti dell'impero per poi diffondersi nella popolazione. In essa convissero diverse influenze provenienti dalla cucina turca, armena, mediorientale greca e balcanica, senza dimenticare quella abbasside e quella persiana da cui arrivò, tra l'altro, l'uso del riso.
Tra i piatti più antichi della tradizione ottomana vi è la çorba, una minestra, realizzata con ingredienti diversi tra cui quella con la trippa è ancora oggi molto diffusa, oppure la rişte che consiste in pasta cotta in forma di quadratini o vermicelli. La carne, principalmente cacciagione, cervi, agnelli, vacche selvatiche o polli, veniva frequentemente stufata (yahni) o cotta allo spiedo. In ogni caso la scelta delle carni seguì le indicazioni religiose che stabilivano quali fossero proibiti (harām) o concessi (halāl). Da un resoconto relativo a un banchetto del 1433 del sultano Murad II sappiamo che sulle tavole ottomane il pesce trovava spazio, seppur raramente. Eccezione fece Maometto II, unico tra i sultani ad apprezzarlo vivamente. I dolci erano molto comuni e tra gli ingredienti si faceva ampio ricorso al miele, alla frutta, alle noci e alle castagne. Il sorbetto al limone, accompagnato da biscotti, era una bevanda assai diffusa come la boza o il bal suyu una birra a base di miele e luppolo fermentato a lungo. Per quanto riguarda il divieto di bere bevande alcoliche, esso non fu sempre rigidamente osservato dagli ottomani, ma solamente per brevi periodi a seconda degli ordini del sultano in quel momento al potere.
Con l'espansione verso i Balcani, avvenuta dal XVI secolo, gli ottomani ebbero a disposizione per i loro piatti sempre più carne bovina, formaggio (cacio e di pecora, soprattutto) modificando le loro tradizioni culinarie che nel frattempo erano sempre più influenzate dalla religione musulmana. Nel 1554 a Costantinopoli venne aperta la prima kahvehane (caffetteria); il caffè era già conosciuta dai dervisci o tra le fasce più ricche della popolazione, ma da quel momento fu disponibile per tutto il popolo. La bevanda fu inizialmente al centro di una disputa religiosa, con il celebre giurista Ebussuud Efendi che emise una fatwā che lo vietava, ma che poi, verso la fine del secolo, complice l'imponente diffusione, venne ritirata e resa lecita.
A partire dal XVIII secolo si assistette a una vera rivoluzione nella cucina ottomana: andò a diminuire l'uso delle spezie, venne abbandonata l'antica pratica persiana di cuocere insieme carne e frutta, le tipologie di minestre si moltiplicarono arrivando a contarne quaranta diverse, comparve il kebab e lo yahni, mentre gli influssi occidentali presero sempre più spazi tanto che, nella cosmopolita Costantinopoli, aprirono ristoranti di cucina francese e inglese. Fu soltanto nella prima metà del XX secolo che iniziò a diffondersi il tè, ma in breve tempo ebbe una tale diffusione da diventare un elemento imprescindibile della vita sociale degli ottomani.
Con la fine dell'impero la cucina ottomana terminò la sua storia, tuttavia molti piatti oggi comuni nella regione discendono dai gusti del tempo, come lo yogurt, il döner kebab/ gyros/shawarma, il cacık/tzatziki, l'ayran, il pane pita, il formaggio feta, la baklava, lo lahmacun, la Moussakà, il kufta, il börek, il rakı/rakia/tsipouro, il meze, i dolma, le sarmale, il riso pilaf, il caffè turco, il sucuk, il kishk, il manti, il lavash, il kanafeh e altro ancora.

## Scienza e tecnologia

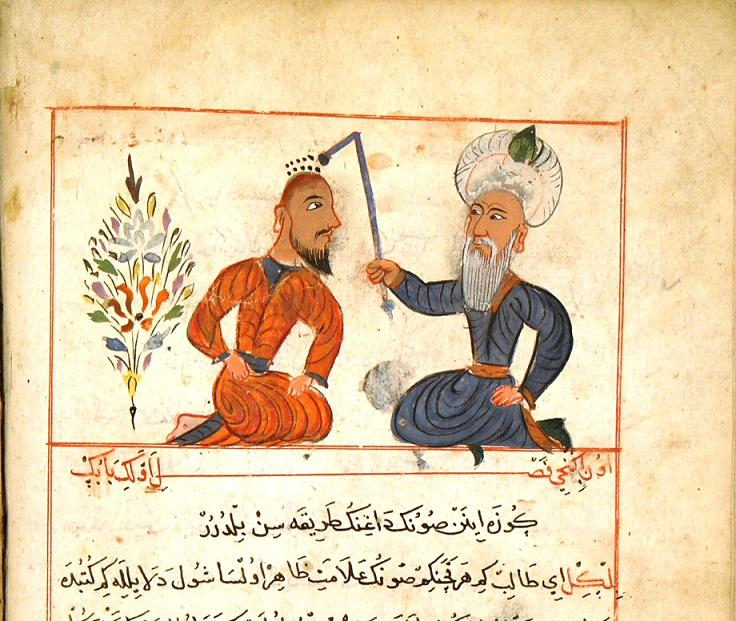
Illustrazione dal trattato di chirurgia di Sabuncuoğlu Şerafeddin

Nel corso di tutta la storia dell'impero ottomano la scienza ha continuato a svilupparsi costantemente e gli scienziati godettero di prestigio e protezione. Nei primi anni dell'impero gli studiosi di scienze provenivano dai più grandi centri culturali del mondo musulmano, come l'Egitto, la Siria, l'Iraq e il Turkestan, ma con le espansioni territoriali del XIV e XV secolo alcune tra le più importanti città ottomane divennero luoghi di formazione di intellettuali, come Bursa, Edirne, Skopje e Costantinopoli. Se agli inizi le discipline studiate riguardarono soprattutto la teologia, la filosofia, la mistica e la religione, a partire dal XV secolo iniziarono a emergere la matematica, la geografia, le scienze naturali e l'astronomia.
Fu proprio l'astronomia uno dei campi di ricerca più seguiti dagli ottomani; tanto che la prima opera scientifica tradotta in lingua turca fu il lavoro di Nasir al-Din al-Tusi riguardante l'astronomia e la compilazione dei calendari. L'astronomo Qadi-zade-i Rumi, dotato di grande influenza, contribuì enormemente all'evoluzione della letteratura scientifica ottomana e i suoi commentati formarono generazioni di studiosi anche al di fuori dell'impero. Tra i suoi discepoli 'Ali al-Qushji, originario di Samarcanda ma poi invitato a Costantinopoli dal sultano Maometto II, che fondò nella capitale la Sahn-ı Seman Medrese dove si studiavano diverse discipline scientifiche.

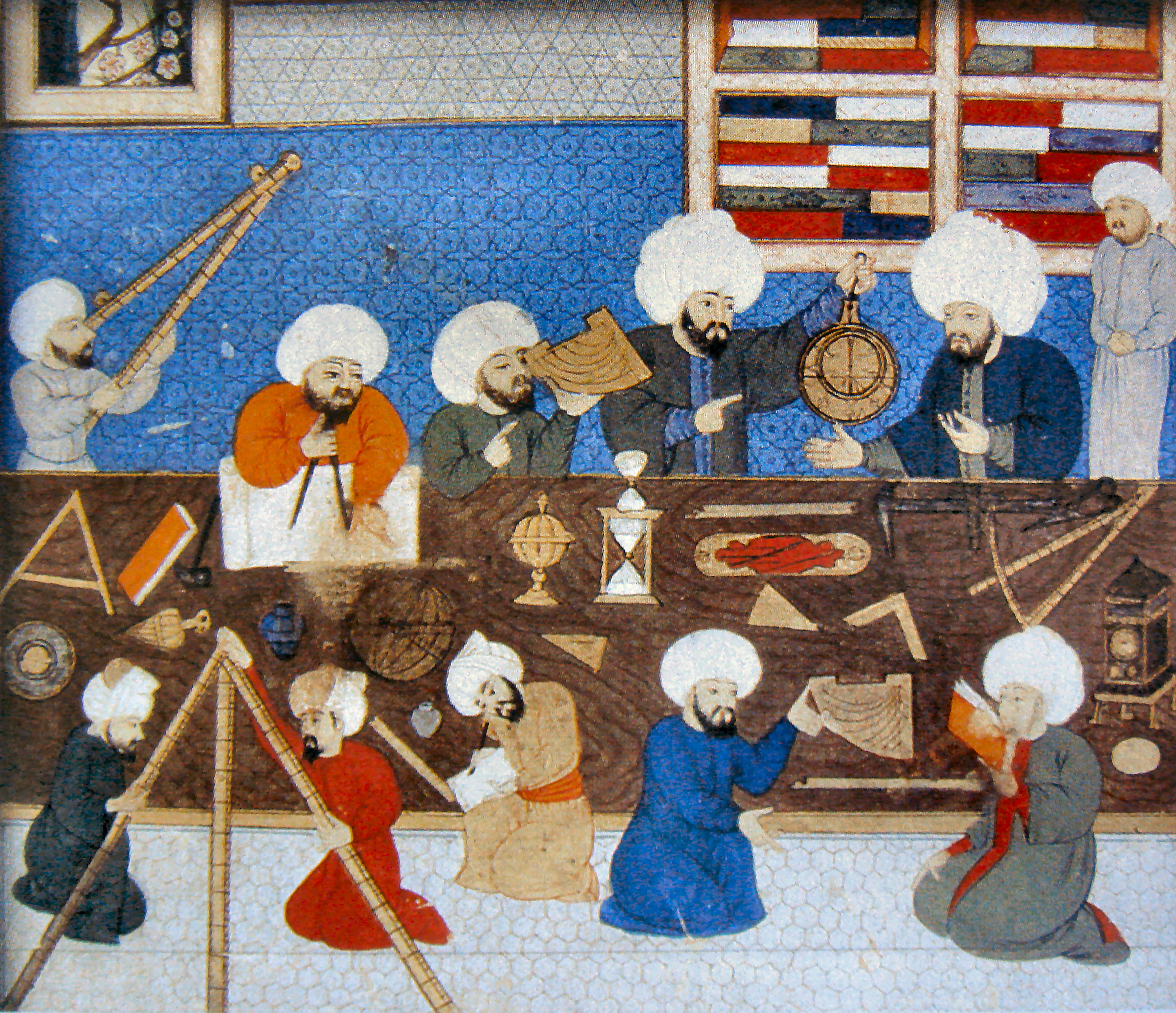
Osservatorio di Istanbul di Taqi al-Din nel 1577

Nel campo della medicina Sabuncuoğlu Şerafeddin, la cui fama si estese fino alla Persia, scrisse nella prima metà del XV secolo un trattato di chirurgia, Ǧarāḥiyyāt al-ḫāniyya, contenente anche una traduzione del celebre chirurgo andaluso Abu al-Qasim al-Zahrawi del X secolo. Sebbene la geografia non si affermò mai tra le materie tipiche insegnate nella madrase, essa si sviluppò velocemente a partire dal XV-XVI secolo quando gli ottomani iniziarono a viaggiare per mare e la cartografia divenne una necessità imprescindibile. Una delle opere più celebri al riguardo è la mappa di Piri Reis del 1513. Fu comunque a partire dal regno di Solimano I che la ricerca scientifica andò a intensificarsi grazie al sostegno da parte del governo che continuò a sovvenzionarle. Fu da allora che nacquero istituzioni imperiali a carattere scientifico, come il medico di corte (ḥakīmbaşılık) o l'astronomo di corte (muneccimbaşılık). Tra gli scienziati più celebri del XVI secolo vi fu senza dubbio l'astronomo Taqī al-Dīn Muḥammad ibn Maʿrūf che costruì, nel 1577, l'Osservatorio di Istanbul di Taqi al-Din, dove vennero eseguite osservazioni fino al 1580. Egli fu in grado di calcolare l'eccentricità dell'orbita del Sole e il moto annuale dell'apogeo. Taqi al-Din fu anche autore di numerosi testi che spaziarono dalla fisica, alla matematica, alla meccanica, alla zoologia e, naturalmente, all'astronomia. I suoi studi permisero di mettere a punto strumentazioni scientifiche e metodi matematici fondamentali per le osservazioni della volta celeste.
A causa di un rallentamento nell'innovazione tecnologica rispetto all'occidente, a partire dagli inizi del XVIII secolo i governi ottomani premettero affinché si studiasse la tecnologia Europea e venissero tradotti in turco le opere fondamentali. Durante il cosiddetto periodo dei tulipani, grazie anche all'influenza occidentale, vi fu un sostanziale sviluppo della tecnica e della scienza. Ma fu solo grazie al progresso della stampa, prima osteggiata dagli integralisti religiosi, avvenuto nel XIX secolo che si poté accelerare l'evoluzione tecnologia. Tra i più importanti scienziati degli ultimi tre secoli dell'impero ottomano si ricordano: l'astronomo e architetto Bahāʾ al-dīn al-ʿĀmilī, il matematico Gelenbewī Ismā῾īl Efendī e gli astronomi Ġāzī Aḥmad Muḫtār Pāšā e Mehmed Fatin Gökmen, quest'ultimo fondatore dell'osservatorio di Kandilli a Istanbul e promotore di una rinascita, tre secoli dopo Taqī al-Dīn, degli studi astronomici in turco.

## Lingua

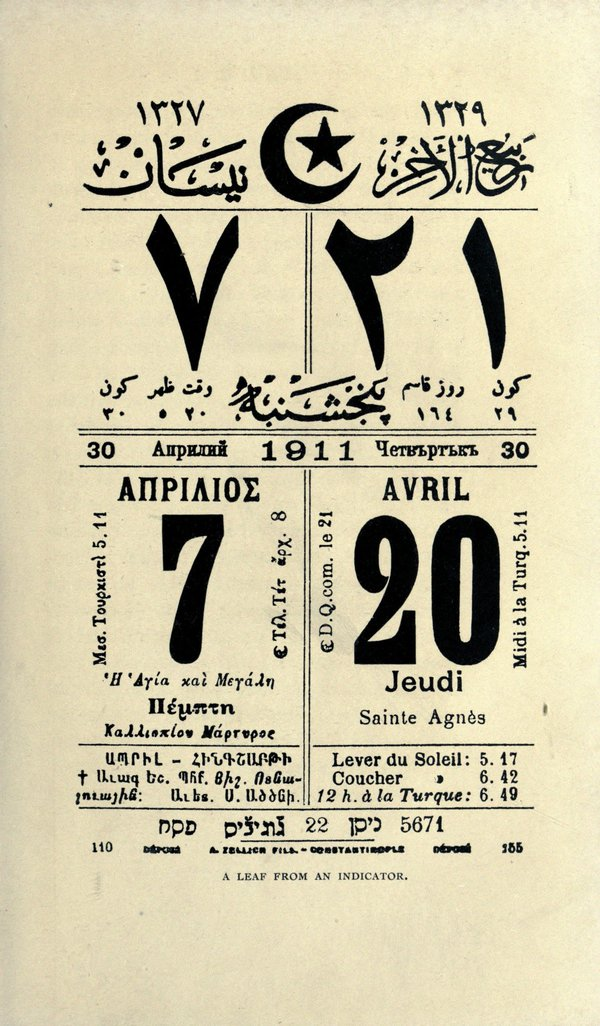
Calendario ottomano del 1911 scritto in diverse lingue

Il turco ottomano era la lingua ufficiale dell'impero, fortemente influenzata dal persiano e dall'arabo, faceva parte delle lingue oghuz a loro volta un ramo delle lingue turche. Inoltre, gli ottomani utilizzavano altre lingue: il turco veniva parlato dalla maggior parte della popolazione in Anatolia e dalla maggioranza dei musulmani dei Balcani tranne che in Albania e Bosnia; il persiano era utilizzato solo da una minoranza di persone molto colte; l'arabo era parlato principalmente in Arabia, Iraq, Kuwait, nel Levante e in alcune parti del Corno d'Africa; la lingua berbera era diffusa nel Maghreb. Negli ultimi due secoli l'uso di queste lingue divenne più limitato, tuttavia specifico: il persiano serviva principalmente come lingua letteraria per i colti, mentre l'arabo veniva utilizzato nelle preghiere islamiche. Il turco, nella sua variante ottomana, era un linguaggio militare e amministrativo fin dai tempi nascenti degli Ottomani. La costituzione ottomana del 1876 sancì ufficialmente lo status imperiale ufficiale del turco.
A causa di un basso tasso di alfabetizzazione tra la popolazione (circa il 2-3% fino all'inizio del XIX secolo e circa il 15% verso la fine) la gente comune doveva assumere scribi come "scrittori di richieste speciali" (arzuhâlcis) per essere in grado di comunicare con il governo. I gruppi etnici continuarono a parlare nelle loro famiglie e nei propri quartieri (mahalles) per mezzo delle loro lingue (come avvenne per esempio per i sefarditi, gli armeni e i greci). Nei villaggi in cui due o più popolazioni vivevano insieme, gli abitanti parlavano spesso la lingua l'uno dell'altro. Nelle città cosmopolite, spesso le persone parlavano le proprie lingue di origine; molti fra coloro che non appartenevano al gruppo etnico dei turchi parlavano il turco come seconda lingua.